# The Nutty Radio Show おに魂
『The Nutty Radio Show おに魂』（ザ ナッティ レディオ ショー おにたま）は、FM NACK5で放送していたラジオ番組である。愛称は「おに魂」。

## 概要
2003年4月に放送開始。NACK5における、夜の看板番組であった。東京・西銀座デパートにあるサテライトスタジオ「GINZA STUDIO」から生放送。2010年9月までは『The Nutty Radio Show 鬼玉』（読み方は同じ）というタイトルで放送されていた。これは、メインパーソナリティを務めるバカボン鬼塚の「鬼」と、玉川美沙の「玉」から取られたもの。2010年10月からは玉川美沙・プリーズ大津田の番組卒業、パーソナリティ、スタッフの入れ替えに伴い『The Nutty Radio Show おに魂』と番組タイトルが改題された。チーフディレクターとパーソナリティを兼任するかかしのきっくんは、「このタイトルには『玉川の魂を受け継いでいこう』という意思が込められている」と語っている。タイトルに入っている「nutty」は、「イカレた」という意味の英語スラング。
メインコーナーである「マル決」と、日替わりコーナーで構成されている。2010年10月と2013年4月には、オープニングやマル決などのBGMがリニューアルされた。
2012年11月頃より、特に火・木曜日に『HITS! THE TOWN』で使われるSEが使われるようになっている。
木曜日はコーナーのBGMが他の曜日と異なることが多かったが、2013年4月からは他の曜日と同じBGMが使われている。
放送終了
2017年4月から、バカボン鬼塚が生活拠点を地元である静岡に移転するため、東京での夜の生放送の出演が困難となった。また、それを機に菊池も番組制作に専念する形でパーソナリティからは引退することになった。これに伴い、「Nutty Radio Show THE魂（ソウル）」にリニューアルする形で2017年3月を以って番組の放送を終了した。火曜日以外のパーソナリティ及びスタッフ等は新番組に引き継がれる。
2017年3月30日の最終回には木曜日パーソナリティの藤井ペイジ、岡田サリオに加え、バカボン鬼塚も出演。また玉川美沙からもメッセージが寄せられた。さらにエンディングではHappy だんばら、斉藤優里、菊池淳介、古坂大魔王、夏江紘実の各曜日パーソナリティ及び元木曜日パーソナリティの小林アナが出演した。

## 放送時間
現在
- 2010年9月 - 現在：月曜日 - 木曜日 20:00 - 23:00（180分）

過去
- 2003年4月 - 2004年3月：月曜日 - 木曜日 20:30 - 23:20（170分）
- 2004年4月 - 2005年3月：月曜日 - 木曜日 20:30 - 23:15（165分・『G-ZONE』の開始に伴い、5分縮小）
- 2005年4月 - 2010年3月：月曜日 - 木曜日 20:05 - 23:15（190分・『NACK AFTER5』が20:00までの放送となったため、25分拡大（20:00 - 20:05は『EVENING LINE』））
- 2010年4月 - 2010年8月：月曜日 - 木曜日 20:05 - 23:00（175分・『GOLDEN 4 EGGS』の開始に伴い、15分縮小）
- オリンピック中継により短縮での放送もあった。

## パーソナリティ
|                       | 月曜日                | 火曜日   | 水曜日                      | 木曜日   |
| --------------------- | --------------------- | -------- | --------------------------- | -------- |
| 2003年4月 - 2010年9月 | バカボン鬼塚 菊池淳介 | 玉川美沙 | バカボン鬼塚 プリーズ大津田 | 玉川美沙 |

- 玉川は2010年8月26日に妊娠したことを発表し、同年9月30日の出演を以って火、木のパーソナリティを卒業した。同時に、大津田も降板（同年9月29日）。大津田は自身のブログにて、「降板理由はリストラ」と語っている。

|                         | 月曜日                  | 火曜日                | 水曜日                | 木曜日                            |
| ----------------------- | ----------------------- | --------------------- | --------------------- | --------------------------------- |
| 2010年10月 - 2011年12月 | バカボン鬼塚 菊池淳介   | 福田萌                | バカボン鬼塚 吉木りさ | 小林アナ                          |
| 2012年1月 - 2013年3月   | バカボン鬼塚 菊池淳介   | 福田萌                | バカボン鬼塚 吉木りさ | 小林アナ 藤井ペイジ（飛石連休）   |
| 2013年4月 - 2013年6月   | バカボン鬼塚 斉藤優里   | バカボン鬼塚 菊池淳介 | 古坂大魔王 福田萌     | 小林アナ 藤井ペイジ（飛石連休）   |
| 2013年7月 - 2015年3月   | バカボン鬼塚 斉藤優里   | バカボン鬼塚 菊池淳介 | 古坂大魔王 夏江紘実   | 小林アナ 藤井ペイジ（飛石連休）   |
| 2015年4月 - 2016年9月   | バカボン鬼塚 斉藤優里   | バカボン鬼塚 菊池淳介 | 古坂大魔王 夏江紘実   | 藤井ペイジ（飛石連休） 岡田サリオ |
| 2016年10月 - 2017年3月  | Happy だんばら 斉藤優里 | バカボン鬼塚 菊池淳介 | 古坂大魔王 夏江紘実   | 藤井ペイジ（飛石連休） 岡田サリオ |

- 福田萌は2013年6月20日の放送にて、産休と同時におに魂を卒業することを発表し、同年6月26日の放送をもって卒業した。
- 小林アナは「GOGOMONZ」パーソナリティ就任のため、2015年3月26日の放送をもって卒業した。
- 前述した鬼塚の事情により、2017年3月をもって番組は終了。月・水・木曜日のパーソナリティーはそのまま「THE魂」に移行する。

### マル決出題者
|                       | 月曜日   | 火曜日       | 水曜日   | 木曜日       |
| --------------------- | -------- | ------------ | -------- | ------------ |
| 2003年4月 - 2010年9月 | 玉川美沙 | バカボン鬼塚 | 玉川美沙 | バカボン鬼塚 |

|                        | 月曜日                            | 火曜日                  | 水曜日       | 木曜日              |
| ---------------------- | --------------------------------- | ----------------------- | ------------ | ------------------- |
| 2010年10月 - 2013年3月 | 小林アナ 藤井ペイジ（飛石連休）   | バカボン鬼塚            | 福田萌       | バカボン鬼塚        |
| 2013年4月 - 2013年6月  | 小林アナ 藤井ペイジ（飛石連休）   | 斉藤優里                | バカボン鬼塚 | 古坂大魔王 福田萌   |
| 2013年7月 - 2015年3月  | 小林アナ 藤井ペイジ（飛石連休）   | 斉藤優里                | バカボン鬼塚 | 古坂大魔王 夏江紘実 |
| 2015年4月 - 2016年9月  | 藤井ペイジ（飛石連休） 岡田サリオ | 斉藤優里                | バカボン鬼塚 | 古坂大魔王 夏江紘実 |
| 2016年10月 - 2017年3月 | 藤井ペイジ（飛石連休） 岡田サリオ | Happy だんばら 斉藤優里 | バカボン鬼塚 | 古坂大魔王 夏江紘実 |

- 藤井ペイジは2012年10月頃より参加している。それまでは小林アナが一人でマル決の出題を行なっていた。

### 代理パーソナリティ
- 2012年6月18日（月）の放送は、前週の感謝祭で決まった罰ゲームを行う菊池の代役として、藤井ペイジが出演した。菊池は当日、大宮駅にて街頭握手会を行っていた（後述のおに魂感謝祭〜第2回パーソナリティ総選挙!〜を参照）。
- 2013年1月7日（月）の放送は、菊池が風邪で休演したため、埼玉県出身でおに魂リスナーでもある渡り廊下走り隊7の浦野一美がピンチヒッターで出演した。
- 2013年5月13日（月）・5月14日（火）の放送は、ウイルス性胃腸炎のためお休みの鬼塚に代わり、月曜日は菊池[注 3]、火曜日は福田がピンチヒッターとして出演した。
- 2013年5月16日（木）から6月27日（木）までの間は、小林の療養に伴い、藤井と週替わりレギュラーによる放送を実施。週替わりレギュラーは以下の通り。また、マル決の指令は藤井が行なった。
  - 5月16日：菊池淳介[注 3]
  - 5月23日：福田萌
  - 5月30日：バカボン鬼塚
  - 6月06日：古坂大魔王
  - 6月13日：バカボン鬼塚・斉藤優里
  - 6月20日：福田萌
  - 6月27日：菊池淳介
- 2013年8月19日（月）の放送は、斉藤が乃木坂46のZEPP SAPPOROライブに出演したため、「お滑りモンスター」こと小林アナがピンチヒッターとして出演した。
- 2014年1月13日（月）の放送は、斉藤が冬休みのため、乃木坂46から衛藤美彩、永島聖羅の2人がピンチヒッターとして出演した。
- 2014年2月24日（月）の放送は、斉藤が休みのため、乃木坂46から伊藤かりん、矢田里沙子の2人がピンチヒッターとして出演した。
- 2015年2月23日（月）の放送は、斉藤が前日に出演した「乃木坂46 3rd YEAR BIRTHDAY LIVE」の影響による声の不調のため、菊池がプラスワンとして出演。一部のコーナーを斉藤に代わって担当した[注 4]。
- 2015年4月27日からの放送（全て月曜日）は、斉藤が声帯結節のため声が出ず（症名は5月11日放送のオープニングで公表された）、以降は5月18日放送分まで鬼塚と週替わりレギュラーで放送する形が取られた。週替わりレギュラーは以下の通り。なお、ゲストコーナーについては鬼塚が単独で進行した。その後、斉藤は5月25日の放送分より復帰している。
  - 4月27日：若月佑美[注 5]
  - 5月04日：衛藤美彩、伊藤かりん、菊池淳介[* 3][* 4]。
  - 5月11日：秋元真夏、桜井玲香、菊池淳介
  - 5月18日：深川麻衣、松村沙友理、菊池淳介
- 2016年3月10日（木）の放送は、岡田が舞台出演のため、2015年度『MAGICAL SNOWLAND』のパーソナリティー、かつ岡田と同じサンズエンタテイメント所属の先輩であるドーキンズ英里奈が代行した。
- 2016年3月15日（火）の放送は、菊池がインフルエンザを発症したため、夏江紘実が代行した。
- 2016年8月29日（月）の放送は、斉藤が「真夏の全国ツアー2016＆乃木坂46 4th YEAR BIRTHDAY LIVE」の神宮球場公演に出演したため、菊池が代行した。
- 2016年12月7日（水）の放送は、古坂がパリでのイベント出演などの理由により、だんばらが代行。

## タイムテーブル
時間はいずれも日本時間。各曜日とも各コーナー間に「マル決」「ふつおた」などがある。なお聴取率調査週間中（「おに魂感謝祭」を開催）などは変更になる場合がある。
| 時 | 分 | 月曜日                                                                                   | 火曜日                                                                                   | 水曜日                                                                                   | 木曜日                                                                                   |
| -- | -- | ---------------------------------------------------------------------------------------- | ---------------------------------------------------------------------------------------- | ---------------------------------------------------------------------------------------- | ---------------------------------------------------------------------------------------- |
| 20 | 00 | オープニング、今日のマル決テーマ発表                                                     | オープニング、今日のマル決テーマ発表                                                     | オープニング、今日のマル決テーマ発表                                                     | オープニング、今日のマル決テーマ発表                                                     |
| 20 | 20 | マル決                                                                                   | マル決                                                                                   | マル決                                                                                   | マル決                                                                                   |
| 20 | 35 | NACK5 TRAFFIC                                                                            | NACK5 TRAFFIC                                                                            | NACK5 TRAFFIC                                                                            | NACK5 TRAFFIC                                                                            |
| 20 | 40 | 乃木坂マスター                                                                           | 火曜ホラー劇場（8月中はコワ決）                                                          | クイズ！夏江ちゃんの脳みそ                                                               | おに魂ツッコミ塾Z                                                                        |
| 20 | 50 | ふつおた                                                                                 | ふつおた                                                                                 | ふつおた                                                                                 | ふつおた                                                                                 |
| 21 | 00 | マル決                                                                                   | マル決                                                                                   | マル決                                                                                   | マル決                                                                                   |
| 21 | 10 | おに魂 超・放課後クイズ                                                                  | おに魂 超・放課後クイズ                                                                  | おに魂 超・放課後クイズ                                                                  | AEON LakeTown presents AKB48・向井地美音のみーおんたいむ♪ （向井地美音）                 |
| 21 | 20 | おに魂 超・放課後クイズ                                                                  | おに魂 超・放課後クイズ                                                                  | おに魂 超・放課後クイズ                                                                  | おに魂 超・放課後クイズ                                                                  |
| 21 | 25 | 擬音ジェスチャー                                                                         | 大大門                                                                                   | ふつおた                                                                                 | おに魂 超・放課後クイズ                                                                  |
| 21 | 35 | 擬音ジェスチャー                                                                         | 大大門                                                                                   | ふつおた                                                                                 | ふつおた                                                                                 |
| 21 | 40 | ふつおた                                                                                 | ふつおた                                                                                 | ふつおた                                                                                 | ふつおた                                                                                 |
| 21 | 45 | 内包番組                                                                                 | 内包番組                                                                                 | 内包番組                                                                                 | 内包番組                                                                                 |
| 21 | 45 | 花岡なつみのミライメガネ （花岡なつみ）                                                  | 新山詩織のふたりごと♪ （新山詩織）                                                       | Ryoyaのなりかけ!オトナ塾 （Ryoya）                                                       | 9nineのモテNight Party♪ （9nine）                                                        |
| 22 | 00 | マル決                                                                                   | マル決                                                                                   | マル決                                                                                   | マル決                                                                                   |
| 22 | 10 | ふつおた                                                                                 | DJキミーのキミにPOPS!!                                                                   | 大魔苑                                                                                   | サリオ 全力アンサー!!!!!!!!!                                                             |
| 22 | 30 | ゲストコーナー                                                                           | ゲストコーナー                                                                           | ゲストコーナー                                                                           | ゲストコーナー                                                                           |
| 22 | 40 | ゲストコーナー                                                                           | ゲストコーナー                                                                           | ゲストコーナー                                                                           | ゲストコーナー                                                                           |
| 22 | 50 | （マル決）                                                                               | （マル決）                                                                               | （マル決）                                                                               | （マル決）                                                                               |
| 22 | 55 | エンディング、今日の日本メール・オブ・ザ・イヤー、次回マル決テーマ、ゲスト発表、ふつおた | エンディング、今日の日本メール・オブ・ザ・イヤー、次回マル決テーマ、ゲスト発表、ふつおた | エンディング、今日の日本メール・オブ・ザ・イヤー、次回マル決テーマ、ゲスト発表、ふつおた | エンディング、今日の日本メール・オブ・ザ・イヤー、次回マル決テーマ、ゲスト発表、ふつおた |

## コーナー
内容は公式ブログ、NACK5ホームページを参照した。

### マル決
この番組のメインコーナーで、大喜利のようなコーナー。毎回出される「お題」に対し、リスナーから寄せられた回答を紹介する。通常の「マル決」と、ゲストがお題を出す「ゲストマル決」がある。
番組を始める際、「ラジオで毎日何かを決め続ける番組をやりたい」というスタッフの話から、番組の核となるこの企画が生まれた。原型は、かつてTOKYO FMで鬼塚が企画立案から携わった『ラジ王』で行っていた「木ラジ一言劇場」である。

### ふつおた
文字通り普通のお便りを読むコーナーである。火曜でのバカボン鬼塚は、ローマ字書き「FUTSUOTA」のイニシャリズムで「FTOT」とコールする。しかし、その時々で崩すことがあるため突っ込まれる。また、小林アナは「ふつふつと湧きあがるこの気持ち… ふつおた!!」とコールする。小林アナによると、コールにはいくつか種類があり、おに魂内でコールを流行らせたいらしい。現在は2015年4月2日から登場した岡田サリオがこのパターンを引き継いでいる。全曜日とも使用するBGMが異なっており、特に水曜日は古坂大魔王演じる「ふつおたん」などのオリジナルキャラクターがメッセージを紹介する。
なお投稿内容によっては、おに魂シールがプレゼントされることもある。（特に受験シーズン）

### 内包番組
毎日日替わりで、レギュラーアーティストとその日のメインパーソナリティ（月：Happy だんばら、火：バカボン鬼塚、水：古坂大魔王、木：藤井ペイジ）が様々なコーナーを送る。2013年7月よりアーティストコーナーから内包番組に変更された。
番組終了時の担当アーティストと番組は以下の通り。
- 月：花岡なつみのミライメガネ（花岡なつみ）
- 火：新山詩織のふたりごと♪（新山詩織）
- 水：Ryoyaのなりかけ!オトナ塾（Ryoya）
- 木：9nineのモテNight Party♪（9nine）

これまで担当したアーティストは以下の通り。
|                   | 月曜日       | 火曜日               | 水曜日               | 木曜日         |
| ----------------- | ------------ | -------------------- | -------------------- | -------------- |
| 2003年4月 - 6月   | なおと       | 古瀬陽子             | 山口晶               | MOLMOTT        |
| 2003年7月 - 9月   | ソムン・タク | チョコレートパフェ   | 山口晶               | MOLMOTT        |
| 2003年10月 - 12月 | ソムン・タク | チョコレートパフェ   | 山口晶               | MOLMOTT        |
| 2004年1月 - 3月   | ソムン・タク | ジムノペディ         | 山口晶               | 千綿ヒデノリ   |
| 2004年4月 - 6月   | 小野真弓     | ジムノペディ         | SHY                  | 千綿ヒデノリ   |
| 2004年7月 - 9月   | masumi       | ジムノペディ         | SHY                  | 千綿ヒデノリ   |
| 2004年10月 - 12月 | masumi       | Good Lovin'          | SHY                  | 千綿ヒデノリ   |
| 2005年1月 - 3月   | masumi       | Good Lovin'          | SHY                  | 犬神サーカス団 |
| 2005年4月 - 6月   | masumi       | Good Lovin'          | S-Sence              | 植村花菜       |
| 2005年7月 - 9月   | RYTHEM       | Good Lovin'          | S-Sence              | 植村花菜       |
| 2005年10月 - 12月 | RYTHEM       | 田野崎文             | 関口由紀             | 植村花菜       |
| 2006年1月 - 3月   | RYTHEM       | Aisa                 | 関口由紀             | 植村花菜       |
| 2006年4月 - 6月   | RYTHEM       | 渡邊奈央             | ニーコ               | 植村花菜       |
| 2006年7月 - 9月   | RYTHEM       | 大光寺圭             | ヤドカリ             | 植村花菜       |
| 2006年10月 - 12月 | RYTHEM       | 767-not three seven- | 扇愛奈               | 植村花菜       |
| 2007年1月 - 3月   | 大光寺圭     | 工藤慎太郎           | 成底ゆう子           | 植村花菜       |
| 2007年4月 - 6月   | 日之内エミ   | さくまひでき         | 扇愛奈               | SHOWTA.        |
| 2007年7月 - 9月   | 日之内エミ   | 松ヶ下宏之           | 767-not three seven- | SHOWTA.        |
| 2007年10月 - 12月 | 日之内エミ   | 甲斐名都             | 竹仲絵里             | 大光寺圭       |
| 2008年1月         | 日之内エミ   | 甲斐名都             | サクラメリーメン     | 大光寺圭       |
| 2008年2月 - 3月   | 日之内エミ   | KELUN                | サクラメリーメン     | 大光寺圭       |
| 2008年4月 - 6月   | ALvino       | 成底ゆう子           | Lil'B                | 大光寺圭       |
| 2008年7月 - 9月   | →SCHOOL←     | 成底ゆう子           | Lil'B                | まきちゃんぐ   |
| 2008年10月 - 12月 | 甲斐名都     | 松ヶ下宏之           | Lil'B                | まきちゃんぐ   |
| 2009年1月 - 3月   | 甲斐名都     | 松ヶ下宏之           | LOVE                 | まきちゃんぐ   |
| 2009年4月 - 6月   | Nao West     | 大光寺圭             | 干場かなえ           | まきちゃんぐ   |
| 2009年7月 - 9月   | Nao West     | YVE                  | 干場かなえ           | まきちゃんぐ   |
| 2009年10月 - 12月 | COCOA        | alma                 | LoungeGate           | まきちゃんぐ   |
| 2010年1月 - 3月   | COCOA        | alma                 | LoungeGate           | 舞花           |
| 2010年4月 - 6月   | yukari       | 柴野真理子           | せきぐちゆき         | 舞花           |
| 2010年7月 - 9月   | yukari       | 柴野真理子           | せきぐちゆき         | 舞花           |

|                   | 月曜日                  | 火曜日       | 水曜日    | 木曜日       |
| ----------------- | ----------------------- | ------------ | --------- | ------------ |
| 2010年10月 - 12月 | ヒメノアキラ            | Lunakate     | fromnou   | Lay          |
| 2011年1月 - 3月   | ヒメノアキラ            | Lunakate     | fromnou   | Lay          |
| 2011年4月 - 6月   | 清水孝宏                | Lunakate     | fromnou   | Lay          |
| 2011年7月 - 9月   | 清水孝宏                | Lunakate     | fromnou   | さくまひでき |
| 2011年10月 - 12月 | 清水孝宏                | カミナリグモ | nano.RIPE | さくまひでき |
| 2012年1月 - 3月   | HY                      | カミナリグモ | nano.RIPE | 加賀谷はつみ |
| 2012年4月 - 6月   | HY                      | 椎名慶治     | nano.RIPE | 加賀谷はつみ |
| 2012年7月 - 9月   | 南波志帆                | 椎名慶治     | nano.RIPE | せきぐちゆき |
| 2012年10月 - 12月 | 南波志帆                | 椎名慶治     | nano.RIPE | せきぐちゆき |
| 2013年1月 - 3月   | 南波志帆                | 椎名慶治     | nano.RIPE | Yun*chi      |
| 2013年4月 - 6月   | 南波志帆                | ドレスコーズ | nano.RIPE | Yun*chi      |
| 2013年7月 - 9月   | 南里侑香                | ドレスコーズ | nano.RIPE | Raychell     |
| 2013年10月 - 12月 | 南里侑香                | ドレスコーズ | nano.RIPE | Raychell     |
| 2014年1月 - 3月   | 横山ルリカ              | 椎名ぴかりん | nano.RIPE | Raychell     |
| 2014年4月 - 6月   | 横山ルリカ              | 椎名ぴかりん | VALSHE    | 9nine        |
| 2014年7月 - 9月   | 上間綾乃                | 新山詩織     | VALSHE    | 9nine        |
| 2014年10月 - 12月 | 上間綾乃                | 新山詩織     | LIFriends | 9nine        |
| 2015年1月 - 3月   | 上間綾乃                | 新山詩織     | LIFriends | 9nine        |
| 2015年4月 - 6月   | 栗田ユウスケ （Glider） | 新山詩織     | LIFriends | 9nine        |
| 2015年7月 - 9月   | 栗田ユウスケ （Glider） | 新山詩織     | LIFriends | 9nine        |
| 2015年10月 - 12月 | 花岡なつみ              | 新山詩織     | LIFriends | 9nine        |
| 2016年1月 - 3月   | 花岡なつみ              | 新山詩織     | LIFriends | 9nine        |
| 2016年4月 ‐ 6月   | 花岡なつみ              | 新山詩織     | Ryoya     | 9nine        |
| 2016年7月 - 9月   | 花岡なつみ              | 新山詩織     | Ryoya     | 9nine        |
| 2016年10月 - 12月 | 花岡なつみ              | 新山詩織     | Ryoya     | 9nine        |
| 2017年1月 - 3月   | 花岡なつみ              | 新山詩織     | Ryoya     | 9nine        |

- 一度コーナーが終了したアーティストが再び登場することもある。最もその回数が多いのは大光寺圭（4回・3曜日）。
- 最も長くアーティストコーナーを続けたのは、「鬼玉」では『植村花菜のかなでるラジオ（2年間）』、「おに魂」では『9nineのモテNight Party♪（2年9ヶ月）』となっている。
- 月曜日担当の日之内エミが入院していた時期（2007年9月）はコーナー自体を休止し、「マル決」「ふつおた」の時間となった。
- 水曜日担当nano.RIPEのきみコが声帯の手術で入院していた時期（2012年11月）は、nano.RIPEの他のメンバーである、ササキジュンとアベノブユキがコーナーをやっていた。その後、ラジオの仕事に対する自信がつき、きみコを含めた3人で出演する機会が増えた。また、2013年3月のスタジオライブでは新メンバーの青山友樹が初登場となった。
- アーティストコーナーを担当すると、その後、番組内で「おに魂ファミリー」と呼ばれる。
- 不定期にかかしと「おに魂ファミリー」数組が出演するライブイベント「おに魂ライブ」を開催している。

### おに魂 超・放課後クイズ（月 - 木）
2015年4月1日放送分より開始。「眠りにつくまでが放課後」というキャッチコピーのもと、リスナー1名が電話でクイズに挑戦するコーナー。当初は22時台のコーナーだったが、同年10月5日の放送分から内容がリニューアルされたと同時に、コーナー放送時間を21時台（※21:10頃、但し木曜日のみは21:23頃だが、2016年6月7日より新コーナーが開始された火曜日も21:23頃実施に変更された。）に前倒し、現役学生でも参加しやすくした。なお、「超・放課後クイズ」というコーナー名ではあるが、18歳以上の現役大学生や専門学校生・社会人でも参加できる。
問題は全部で10問用意され、リスナーが正解した数だけ「おに魂シール」が獲得でき、このうち1問でも正解できれば、獲得したシールに、コーナー参加日時点で当番組を担当しているパーソナリティ全員のサインが入る。
さらに「おに魂シールゴールデン」を獲得できる「ゴールデンチャレンジ」に挑戦でき、これは10問中、正解した数だけキーワードが出題され、そこから連想する答えをリスナーが当てる。見事正解すれば、「おに魂シールゴールデン」が獲得できる。
2015年10月1日までの放送では、問題は全部で5問用意され、うち前半4問は通常の問題、最後は超難関といわれる問題をリスナーが3つのジャンルから選ぶことができた。「おに魂シール」は、前半4問に正解するたびに1枚ずつ、最後の問題に正解すれば、それまでに獲得したシールの小計を2倍した数値の枚数がもらえた。（つまり、前半4問全てに正解し、かつ最後の問題も正解すると、10枚もらえた。）なお、月曜日の超難問ジャンルは、3つあるうちの1つに、斉藤が所属する「乃木坂46」が出てくることもあった。
このコーナーには「ピッチピチクイズ」では一時退席していた斉藤も出演し、パーソナリティ全員が担当するようになった。
火曜日の鬼塚は、「ピッチピチクイズ」時代と同じく、前半4問のうち1問は、生歌による出題（歌った部分のあとに続く歌詞や楽曲・歌詞に纏わる内容）となることが多く、リスナーが生歌の問題に正解しなかった場合、菊池がツッコミを入れるという流れが慣例化していたが、前述のリニューアル以降は行われなくなった。また、通常の問題で1問も正解が出ないと「ゴールデンチャレンジ」に挑戦できないためか、意表を突いた問題や、実質のボーナス問題を出してくることもある。
月曜日のみ、だんばら（2016年9月以前は鬼塚）のコーナー紹介の際に斉藤の「よいしょー！」という合いの手が、挑戦者紹介までエコーがかりで繰り返し流れる演出があった。なお斉藤が乃木坂46のイベントや体調不良で欠席した際には「斉藤優里のアンダーの斉藤淳里」こと菊池が代わりに合いの手を入れたことがある（2016年8月29日の放送など）。

### ゲストコーナー
ゲストは、リスナーに決めてほしいことや、考えてほしいことを、冒頭に「ゲストマル決」（通称「ゲストツイツイ」）のお題として出題する。トーク・曲の後、最後にリスナーから送られてきたゲストマル決のネタを紹介し、ゲストが気に入ったネタを1つ選ぶ。
月、火曜日では、お題をリスナーに告知した後、鬼塚が「リスナーとの交信」と称して、即興の歌を歌ったり、関係ないことを叫んだりする。鬼塚曰く「リスナーとの交信をやらないと、リスナーにお題が届かない」とのこと。aikoなど、ここで即興でコラボレーションをするゲストもいる。浦野一美 (SDN48) はおに魂リスナーであったため、「リスナーとの交信」に喜んで参加していた。きっくんは「ゲストが乗っかると（交信が）長くなりがち」とコメントしている。
ゲストが18歳未満の場合は生放送に出演できないため、ゲストコーナーは事前に収録して放送する。その場合「ゲストマル決」がなく、代わりに「クイズロックオン」を行う。これは、ゲストコーナー内での発言をクイズにして、回答を募集するというものである。

### 曜日別コーナー

#### 月曜日
擬音ジェスチャー
2013年4月1日開始。斉藤がとある人物や出来事などの「お題」を「擬音」だけで表現する。その後1曲かかる間に、斉藤が何を擬音で表現したのかリスナーが予想して投稿する。通常は正解者の中から1人におに魂シールがプレゼントされるが、パーソナリティが面白いと思ったネタを投稿したリスナーにもプレゼントすることがある
多いときで1,000通近い投稿があるにもかかわらず、正解率は毎回とても低いことが多く、誰も答えられなかったことがある。当コーナーの正解者の最高記録は、過去に2014年12月29日放送分で記録した368人だったが、2015年2月2日放送分では430人の正解者を出し、記録を更新した。
斉藤の代わりに、きっくん・秋元真夏・伊藤かりん・永島聖羅・深川麻衣・松村沙友理・若月佑美・衛藤美彩・生田絵梨花・高山一実が擬音ジェスチャーをやったこともある。
「おに魂」の終了と共に「擬音ジェスチャー」としては終了したものの、内容は「THE魂」での「擬音クエスト」にほぼ受け継がれる形になった。
乃木坂マスター
2013年11月4日開始。乃木坂46のメンバーのブログを題材に、リスナーが「大いに」ボケるコーナー。毎週メンバーの誰かのブログの記事の一部が伏せられ、その部分には何が書いてあったのかをリスナーがボケて回答する。最もナイスなボケには斉藤のサイン入りおに魂シールが贈られる。また、この企画のみ、おに魂シール獲得のジングルが通常と異なり、斉藤の声を利用したものになっている。

#### 火曜日
大大門
- シーズン1（2007年10月29日 - 2010年9月27日）、シーズン2（2012年1月2日 - 2012年10月29日）、シーズン3（2014年4月1日 - 2015年12月29日）、シーズン4（2017年2月7日 - 2017年3月28日）
- シーズン1、2は月曜日に放送、シーズン3、4は火曜日に放送。

テレビドラマ『西部警察』の大門軍団のパロディ。「西部警察」のもう1人の部長刑事・大大門（だいだいもん）という人物を設定し、彼が部下に言い放つ命令をリスナーが投稿し紹介するコーナー。最も評価の高かった命令を投稿したリスナーに、おに魂シールがプレゼントされる。コーナー開始時に、大大門に扮した鬼塚によって、西部警察のキャストが紹介されるが、毎週全員を紹介するため、きっくんから突っ込まれるのが通例となっている。
2007年12月10日放送分では、スピンオフ企画「二宮係長のボヤキ」が行われた。二宮係長役の庄司永建の娘である庄司麻由里が、NACK5で『BEAUTIFUL FRIDAY〜HANAKIN〜』を担当していたこともあり、本物の二宮係長の声で「どうにかならんのかね〜、大大門くん」という音声が流れた。それ以前は鬼塚がこの台詞を物真似でこなしており、本人の声が録音されていたことを知らなかった鬼塚ときっくんは、突如流れてきた音声に驚愕した。本来は1回限定で使用される音声だったようだが、パーソナリティ含め、反響が非常に大きかったことから、レギュラーの効果音として定着していた。シーズン2現在は、再び鬼塚が物真似でこなしている。
- 大大門の家族には、小小門、中中門、ペットの犬犬門、猫猫門が、さらには謎の調査員「シゲさん」が存在する。更にシーズン4では「啓助」が西部署のメンバーであることが明かされた。
- ほぼ毎回、その週の芸能ネタが読まれている。また、西部警察に出ていた役者の今の活動に関して役名でコメントすることがある。放送するごとに、だんだん命令ですらないネタが多くなってきており、パーソナリティ、リスナー双方から突っ込まれている。
- ネタ読みの前の「ラジオネーム○○からの命令!」の「命令!」の部分にディレイがかかり、しばらくディレイされ続ける。
- 爆発音SEに、AD小野ちゃんの「ちゅど〜んちゅど〜んちゅど〜ん…」のボイスが混じっている。
- 2008年頃、きっくんに代わり大津田が月曜に出演した際、大大門により、先々月退職した鑑識官の娘の鑑識官 大津田という設定、さらにピンセットという渾名まで付けられた。
- シーズン1 最終回時、大大門は警察を退職し、青森県の大間に引越し、マグロ漁師になると宣言した（石原プロモーション制作ドラマ『マグロ』のパロディ）。
- シーズン2 大間のマグロ漁師になったはずが、突然西部警察署に戻ってきた。
- シーズン3 最終回時、「新コーナーが設立される関係で一度は終了」とアナウンスされた。
- シーズン4 2017年2月7日放送分から「啓助のラジオ人生相談」と入れ替わる形で復活。同年3月28日放送分の最終回では、西部署のメンバー全員が殉職する形で幕を閉じた。
- オープニングBGM：西部警察メインテーマ
- メール紹介時SE：西部警察PART-IIテーマ ワンダフル・ガイズの前奏
- エンディング:「みんな誰かを愛してる」（石原裕次郎）

火曜ホラー劇場
2016年1月5日開演。日常に潜むホラーな出来事・ある意味チビる・ある意味怖い・ある意味ホラーな出来事をリスナーが送る。期間限定で行う『コワ決』とは異なる。鬼塚ときっくんを見事恐怖に陥れる内容を送ったリスナーには、おに魂シールが送られる。当コーナー開始以降、パーソナリティー2人が期待する以上に、あまりにも怖いネタを送ってくるリスナーが多いため、おに魂シールを2名以上に送ることが増えている。
DJキミーのキミにPOPS！
2015年9月1日開始。鬼塚扮する「DJキミー」がMCを務めるラジオ番組「DJキミーのキミにPOPS！」をきっくんが聴いている、という設定（そのためきっくんのツッコミもスルーされる）で、「聞いてよキミー」から始まるメッセージをリスナーから募集する。メッセージの内容は自由で、最後にメッセージを紹介したリスナーに限ってポップスを1曲かける。曲の紹介をする際はエピソードトークから強引に持っていくことが多く（「人の歌リクエスト」（後述）と同じ要領）、きっくんから突っ込みが入るのが恒例となっている。なおこのコーナーに限ってはがきでの募集も行っており、その際の宛先はブログに書かれている。
- はがきのメッセージを読むときにはキミーが「ハガキビーツ！」と言い、はがきを指ではじいたり、机に叩きつけたりして音を出すことが半ば恒例になり、リスナーからハガキビーツをリクエストされることもある。
- DJキミー自身は1970年代や80年代の文化やブーム（ラテカセやベータマックス、紅茶キノコなど）をあたかも今、流行っているような発言をしており、LINEやTwitterといった2000年代以降の文化に関するメッセージが届いた時は「何言ってるの？」と投げやりになって、そのまま次のメッセージに行くことが多い。流れるポップスも80年代を中心とした選曲が多い。
- 主なBGMは高中正義の「BLUE LAGOON」やケニー・Gの「Songbird」。
- 定形外郵便を利用してはがき以外のものに書かれたメッセージも採用されており、徐々にDJキミーの方が困惑することが増えていた。
- ハガキにイラストが描かれているときや、特殊な形のお便りが来た際には、番組の公式ブログで紹介されることもあった。
- リスナーの投稿をきっかけに、DJキミーの公式ファンクラブは「ハチミツクラブ」という名前であることが暗黙の了解になった。会員費や公式グッズの価格が異常に高額（数十万円単位）であることがたびたびネタにされている。
- リスナーからの投稿により、DJキミーの主演映画・ドラマが公開されたり、DJキミーに関する知識を問う全国試験が存在したり、テーマパークがオープンしたりと、もはやただの「人気ラジオDJ」ではない域にまで有名である設定が付け足されていった。
- 「聞いてよキミー」は「キミにPOPS！」のオープニングコーナーという設定であり、そのあとには「キミにカウントダウン」というランキングコーナーが続くらしい（もちろん存在しないため、きっくんが「聞いたことないよ」「やらないでしょ」とツッコむのがお決まり）。
- 2016年3月15日放送分では、夏江紘実が登場したのに合わせて「来てよキミー」を行ない、その後は「聞いてよキミー」へつないでリスナーからのメッセージを紹介していった。
- 2016年6月7日放送分から11月29日放送分まで、上記の新コーナー開始に伴い「啓助のラジオ人生相談」と週替わりで行なっていたが、同年12月6日放送分より再度週1回の放送に戻った。
- 最終回では曲紹介後に放送がノイズに変わってしまい、きっくんが「あのラジオ局、つぶれたな…」とつぶやいて終了した。

#### 水曜日
大魔苑
2015年4月1日開始。リスナーが編集部員となり、毎回決められた言葉について説明や解釈を述べていく。編集会議内で、2人のパーソナリティからお墨付きをもらえた優秀編集部員には、ご褒美としておに魂シールがプレゼントされる。
クイズ！夏江ちゃんの脳みそ
2013年11月6日開始。毎週夏江に質問をし、それに対して夏江が何と答えたのかを予想して貰うコーナー。質問は放送前に菊池が行っているため、古坂も答えを知らない。月曜日の「擬音ジェスチャー」とは少し異なり、正解は誰もいないことが多い。なお、正解者がいた場合は抽選で1名に、いなかった場合は面白いネタもしくは夏江の答えに一番近い答えを送ったリスナー1名におに魂シールがプレゼントされる。

#### 木曜日
それぞれのコーナーでスタッフの田中イデアが選んだ時事ネタを含んだ投稿が紹介されることがある（通称"イデアチョイス"）。
おに魂ツッコミ塾Z
2012年8月2日開始。毎週決められたツッコミにボケを送るコーナー。オープニングに例題として、既に送られたボケをいくつか紹介するのが主流となっている。最も面白かったボケには、藤井のサイン&ツッコミ入りおに魂シールがプレゼントされる。2013年4月からは「おに魂ツッコミ塾Z」にパワーアップした。藤井曰く「木曜日の大人気コーナー」と認めるほど、毎回リスナーから多くのネタが寄せられている人気コーナーの1つであるため、おに魂感謝祭の週が組まれた場合でも実施する時間は多少短くなるが、休止することはほとんどない。
開始から6分を過ぎると、BGMのテンポが速くなる。
「おに魂」の終了と共にコーナー終了したものの、前述の「擬音ジェスチャー」と同様、内容は「THE魂」での「お宝ツッコミ・クエスト」にほぼ受け継がれる形になった。
AEON LakeTown presents　向井地美音(AKB48)のみーおんたいむ♪
2015年10月1日開始の箱番組で、イオンレイクタウン提供。
基本的な内容は、「中田ちさとのちさとーく」を受け継いでいる。イオンレイクタウンの様々な店舗を紹介するロケ企画ほか、リスナーと一緒に様々な情報や雑学などを学んでいくスタジオ企画がある。なお、当コーナー内で読まれたリスナーには、向井地のサイン入りおに魂シールが送られる。回によっては、同じ埼玉県出身で、向井地の先輩にあたる佐々木優佳里が向井地のサポート役で登場することもある。2017年3月30日分の放送で「Nutty Radio Show THE魂（ソウル）」以降もコーナーが続くことが発表され、唯一「おに魂」から名称を変えずに続くコーナーとなった。
サリオ 全力アンサー！
2016年5月5日開始。リスナーから全力で岡田にやってもらいたい出来事（※モノマネなど）を送り、それを岡田自ら100%全力でやるコーナー。審査員役として藤井が全力でできているかどうかを判定し、また毎回全力アンサークリアノルマを設定して、指定した回数をクリアしないと終了できない恐怖のものになっている。なおノルマ達成の回数は、その場でくじ引きを行なう。コーナーを実施する時間の関係上、指定された時間以内に全力アンサークリアノルマが未達成の場合は、岡田が罰ゲームを受ける。
岡田の全力を最も引き出せたお題を送ったリスナーに、岡田のサイン入りおに魂シールが送られる。

### その他
フリートークからの流れで、テーマを決めてメールを募集することがある。ほぼ毎日行われている。過去に、水曜日は「ぬるっとトーク」として正式コーナーになっていた。その名残として水曜日に関してはほぼ毎週古坂からテーマを決め、「ふつおた」の投稿フォームから投稿するように告知している。これは2か月に1度行われる感謝祭企画でも同様。
毎週月曜日のオープニングトークでは、「お知らせタイム」と題してパーソナリティ2人からの様々な情報が告知される。

## 不定期コーナー
コワ決（月曜日→2013年〜 火曜日）
夏限定で行われる企画。鬼塚が怖い話好きというのがきっかけで、2006年8月14日にスタート。本などには載っていない、リスナー自身が体験した怖い体験や不思議な体験、もしくは人伝いに聞いた奇妙な話を紹介するコーナー。
鬼塚が怖い雰囲気を出して紹介する一方で菊池が茶々を入れる。しかし、菊池の茶々や笑い声があまりに空気を読まないため、月曜スタッフが報復として番組開始前に仮眠を取っていた菊池の寝息を録音し、コワ決のBGMに流したことがあった。
リスナーからも「菊池が空気を読まない」、「（菊池が出演しない）水曜日にやってほしい」という否定意見と、「（菊池のおかげで）怖い話が苦手な私も聞くことができました」という肯定意見がある。
人の歌リクエスト（鬼塚が出演する曜日）
不定期に行われるコーナー。おに魂感謝祭で行われることが多かったが、2013年12月の感謝祭にて「感謝祭では必ず行う」との発表があった。リスナーからリクエスト曲とその曲にまつわるエピソードを募集し、菊池が読み上げる。そのエピソードを紹介した後に、鬼塚が曲名やエピソードの内容から即興で曲を作り、ギター弾き語りで歌うコーナー。ただし、鬼塚が歌う曲はリクエスト曲そのものではなく、その曲名に似た（主に言葉遊び）、全く別のオリジナル曲である。このコーナーは鬼塚の負担がかなり大きく、尚且つ菊地が読み上げるまでの極僅かな時間で曲を考えなければいけないために、人の歌リクエストをやるときは嫌がるようなリアクションをしたり、メッセージの読み上げ中に邪魔をして、時間を引き延ばそうとしたりする。2013年4月に斉藤が加入してから、必ず1通は乃木坂46の曲名がリクエストされたおたよりが紹介されている。
なお、菊池が出演しない時でも、このコーナーは菊池がメイン進行を担当することになっている。
おに魂 キャンパスファイル（月〜木曜日）・おに魂 キャンパスプロジェクト（月〜木曜日 2013年〜）
現役の大学生が出演し、オープンキャンパスの紹介や自分の通う大学やサークルの魅力を語る。
キミヒト・ジュンスケの謎々のコーナー（火曜日）
2013年4月2日開始。「天才らじおくん、なぞなぞちゃん」を引き継いだコーナー。鬼塚と菊池扮する小学2年生のキミヒト君とジュンスケ君が、キッズリスナーから出題されたなぞなぞに答える。応募はキッズリスナーの保護者からも受け付けている。ちなみに、「参加者が現れなかったら告知なくふつおたをする」とのこと。
なぞなぞは毎回3問出され、どちらがたくさん答えられるかを競う。2人の正解数が異なる場合は、勝者が敗者にしっぺ、正解数が同じ場合(全問不正解または1問ずつ正解)はお互いのおでこにキスの罰ゲームがある。
2014年9月よりルールが変更となり、問題数が1問になった。正解がなかった場合はBGMを変えられる上にキス、正解した場合は罰ゲームは行われない。毎度なぞなぞをやりたくない(＝キスをしたくない)キミヒト君とジュンスケ君による抵抗が常態化し、参加者のキッズリスナーに質問をしまくり、アーティストコーナーまで引っ張ろうとするも、スタッフの容赦ない圧力や、BGMを切るといった実力手段に屈服し、渋々なぞなぞに答えるのが慣例となっている。
感謝祭企画になると、プラスワンのゲスト次第でルールが通常と異なる形をとることが多く（殆どが通常時より不利なルールになる）、そのたびにキミヒト君とジュンスケ君は「やばいよ…」と怯える。
応募者の減少に伴い、2015年8月25日放送分をもってレギュラーでのコーナーは終了となったが、今後は2か月に1度行われる感謝祭で当コーナーを実施する。

## 過去のコーナー

### 月曜

#### 鬼玉
オープニングコーナー
月曜日のオープニングでは不定期で、以下のような企画が行われていた事がある。
- 月8ドラマ

毎回あるテーマを設け、それについて一言二言で落とす。これを十数回繰り返すが、後半はオチが適当になる。ラストの菊池によるキャスト紹介も聴きどころの1つである。
- サイコロトーク

サイコロを振り、出た目の記された紙に書いてあるトークテーマに沿って鬼塚・菊池が交互にトークをする（ライオンのごきげんようのパクリである）。最終的にグダグダになる傾向がある。
- 冬葉原村

「冬葉原村に住む老夫婦のもとに月に一度届く秋葉原で働く孫からのデジタルな内容の手紙を読む」という設定で、鬼塚・菊池の苦手とする理系の話をする。
ヤングパーク2220
司会は田上（鬼塚）と神足（菊池）。独特の口調でテーマに沿ったトークを繰り広げる。2220の部分は、コーナーの放送時間によって変更されることもあった。
ミルクマンandモ〜（月曜日）（2010年3月1日〜2010年6月14日）
ミルクマンが途中で切れてしまった「謎のフツオタ」の続きをリスナーに募集し、続きをリスナーに予想してもらうコーナー。問題文に使われたふつおたを送ったリスナーと、面白かったふつおたの続きを送ったリスナーには、鬼玉シールがプレゼントされる（前身はふつおたクイズ。復活とともにスポンサーがついたためアレンジ）。コーナー専用のOPテーマとEDテーマがある。また、牛の鳴き声のSEが多用される。
- 出演
  - ミルクマン：バカボン鬼塚
  - ゴッくん：きっくん
- テーマ曲
  - オープニングテーマ『搾り出せ!ミルクマン!』
  - エンディングテーマ『泣くなゴッくん!』

●リーグ
「●」リーグ（●部分にアルファベット1文字入る）とは、イングランドプレミアリーグよりも長い歴史と重い伝統を誇る、××の、××による、××のためのプロフェッショナル・リーグ。××リーグ。略して「●」リーグ。
会長：月曜ディレクター犬飼（日本サッカー協会の会長とは無関係）
監督：リスナー
リスナーに××に関するネタを募集し、それ絡みの質問（何が?何故?どうした?等）に答えてもらう。
優勝チーム（1番面白かったネタ）には、鬼玉シールがプレゼントされる。
鬼塚や菊池が犬飼の名を読み上げると、「ワン!」（犬の鳴き声）のSEが出ることが多い。

#### おに魂
菊地、漫画王への道（2010年10月〜12月）
菊池が毎週漫画「ONE PIECE」を読み、その読んだ範囲の内容でリスナーが問題を作り、菊池が答える。毎回菊池が、読書感想文を読む。
悩み戦艦ヤマト（2010年11月〜2011年4月25日）
タイトルは「宇宙戦艦ヤマト」のパロディ。リスナーから寄せられた悩みに対して、2人が回答する。2011年1月より、タイトルが「悩みのジョー」（「あしたのジョー」のパロディ）に変わった。キャラクターが変わったのみで、内容は同じ。
- 出演
  - 答進（こたえ すすむ）→悩み 丈:きっくん
  - ソウデスラー総統→何で 段平:バカボン鬼塚

漫画の王決定戦
毎回テーマを決め、それに合うせりふやキャラクターを○○という漫画の××というふうに投稿する。
2011年中の毎月最終週は、飛石連休の藤井宏和がリスナーに合った漫画を紹介する「漫画ソムリエ藤井宏和のコミックヌ〜ヴォ〜」が行われた。藤井は月1回コーナーであることを嘆いていたが、その後木曜日パーソナリティに昇格した。
今日のカミサン
2011年5月2日に開始したコーナー。バカボン鬼塚演ずるロサンゼルス市警のもう一人の警部補、刑事ボロンコがリスナーの周りにいるカミさん（奥さん、嫁さん）の驚きの言動、目撃談メッセージを読むコーナー。刑事コロンボのパロディー。ちなみに石田太郎バージョンではなく、小池朝雄バージョンとのこと。
おに魂ビューティーチャー
鬼塚扮するビューティー鬼塚が、ファッションの情報を紹介する。また、ファッションに関係するキーワードを元に、リスナーからのメッセージを紹介する。ビューティー鬼塚には「ビューティーするならファンファン・ファンタスティック!」という決めゼリフがある。
女人禁制・男塾!
2012年11月5日に開始したコーナー。塾長の鬼塚鬼平(バカボン鬼塚)と塾生のキクチ(きっくん)が、真の男から送られてきた“男のいいぶん”だけを、ひたすら紹介していく。最も男らしいメールには、おに魂シールが送られる。2013年3月25日を以って終了。
おに魂グッジョブ・カレッジ
2012年10月1日に開始したコーナー。バカボン鬼塚扮するハードワーカー鬼塚が、気になるお仕事に毎週スポットを当てる。また、スポットを当てた仕事に関する体験談を、リスナーから募集する。最もワクワクしたメールには、おに魂シールが送られる。ハードワーカー鬼塚には「働くって楽しいね!!グッジョ〜ブ・グッジョ〜ブ!!」という決めゼリフがある。コーナーは「おに魂ビューティーチャー」に似ている部分がいくつかある。
エンジェルメールとデビルメール（2013年4月1日〜2013年10月28日）
リスナーから送られた、作り話のような実話の『エンジェルメール』、もしくは実話のような作り話の『デビルメール』どちらかのメッセージを、斉藤がどちらのメールかジャッジする。正解はそれぞれ鬼塚扮する、エンジェルメールはエンジェル良塚が、デビルメールはデビル悪塚が発表する。斉藤を騙すことが出来た場合にはおに魂シールがプレゼントされる。
なお2010年12月のおに魂感謝祭で、同じフォーマットのコーナーを行なっている。

### 火曜

#### 鬼玉
4千万人強の大ふつおた!? 送って読んで!
毎週オープニングで玉川美沙がサイコロ、くじ引きなどを駆使し日本の中から1つの市町村を決め、鬼玉リスナーの中でゆかりのある人はいるのか、どんなゆかりがあるのかを調べるというコーナー。
基本的にはリスナーからの情報を頼りに、その土地の名産・名所などを紹介。ゆかりの深かったリスナーには鬼玉シールがプレゼントされる。なお、基本的に市町村合併で消滅した旧市町村名も候補のうちの1つとして発表できる。
クイズ・タマダス
リスナーの一人に電話をかけ、5問中3問以上クイズに正解すると賞品がプレゼントされた。必ず歌問題が1問含まれる。
くいたま二人三脚（2005年?〜2008年3月）
2人以上のグループが力をあわせて様々な問題に答える逆電クイズコーナー。5問中3問正解すればサイン入り鬼玉シールがプレゼントされる。「二人三脚」とある通り、元々は2人1組でクイズに挑戦するルールであった。3人以上での参加が認められたのは、2005年の夏からである。
4千万人強の大鉄オタ…玉川電鉄<玉鉄>
「世界の車窓から」のBGMを流しながら鉄道の事について送られてきたメッセージを読んでいたコーナー。その後名前が「きくち電鉄<きく鉄>」になり、歴史好きということからストリー系の話になった。「きっくんがある日電車に乗ったらタイムスリップした」「きっくんが織田信長、徳川家康に切られる!?」などストーリーが作られた。最後は鉄道の話とはまったく関係ないストーリになった。
KASASU!（2010年4月12日〜2010年9月28日）
他人はどうだか分からないけど、自分にとっては一大事!リスナーの身に起こったシリアス、ホラー、サスペンスな出来事を募集していた（玉川は『火曜サスペンス劇場』とは違うと、強く否定していた）。
読まれたネタは『小サス』『ややサス』『でかサス』の3つの評価に分けられ、評価によって、SEが異なっていた。
※SEの元BGMは、「火曜サスペンス劇場」のCM前ジングル最も面白かった『でかサス』の中から『たまサス賞』（後に『きくサス賞』に変更）に選ばれると、鬼玉シールをプレゼントされた。

#### おに魂
お願い!されていないランキング
タイトルはテレビ朝日、お願い!ランキングのパロディ。福田がおねがいされてないイエローというキャラクターに扮して、お願いされていないどうでもいいようなランキングを紹介する。
鼻で笑う女
リスナーから送られてきた「おに魂」の放送の中から鼻で笑える箇所を、鼻で笑わないと眠れない鼻で笑う女(エフェクトを掛けたスタッフ)が読むコーナー。末期にはリスナーから送られてきたメールを、鼻をかむ女が読み鼻をかむ、鼻をかむ女コーナーとなった。
ニュースJAPAN「DA」
福田扮する、岩手県岩手郡滝沢村出身のニュースキャスター（福田の出身地に掛けている）「滝沢クリスタル」が、最新ニュースを読む。内容はいわゆる「B級ニュース」であり、途中から酒好きの東北弁のおじさんキャラになる。
女わるある
女の腹黒さが出ている行動や言動を募集するコーナー。
イージー・ティーチャー 萌〜ETM〜
先生に扮した福田が「小テスト」と称して問題を出し、解答を募集する。
最もボケた解答を送ったリスナーに、おに魂シールをプレゼント。
ガラスの10代
2012年1月3日開始。10代リスナーからの様々な悩みに福田やリスナーが答える、悩み相談コーナー。
ミュージックFP
ある曲のアウトロのみを聞いて、アーティストと曲名を答えるクイズコーナー。正解者先着3名には福田のサイン入りおに魂シールがプレゼントされる。
モテ内閣総理大臣
2012年10月2日開始。毎週お題となる様々な恋愛系のシチュエーションに、リスナーが最もモテない“おもしろサイテーな”ネタを送る。その週の最もモテないネタを送ってきた人には、おに魂ステッカーがプレゼントされ、その週の「モテ内閣総理大臣」に指名される。2013年4月のパーソナリティ移動に合わせてコーナーは終了したが、水曜日の「がんばれ！もてナイン！」にコーナーの趣旨が引き継がれた。
天才らじおくん、なぞなぞちゃん
2012年11月6日開始。キッズリスナー(小学生以下)から出されたなぞなぞに、福田が答えていくコーナー。毎週5問出され、5問連続正解でその週はクリアとなる。3週連続でクリアすると、このコーナーは終了となるが、3週連続で成功したことはなかった。なぞなぞを出したキッズリスナーには、おに魂シールがプレゼントされる。2013年4月のパーソナリティ移動に合わせてコーナーは終了したが、火曜日の「キミヒト・ジュンスケの謎々のコーナー」に趣旨が引き継がれた。
チワゲン
2012年10月2日開始。リスナーから送られた「痴話喧嘩」を紹介する実話投稿コーナー。本人たちは真面目でも、周りから見たらくだらない喧嘩を紹介する。福田萌が気に入った投稿には、おに魂シールが送られる。
火曜日の妻たちへ
2013年1月8日開始。実話投稿コーナー。ラジオを聞いている奥様から、自分の旦那に冷めた瞬間を投稿してもらう。最も冷めたメールにはおに魂シールがプレゼントされる。
結びの一番
2012年10月2日開始。エンディングコーナー。福田萌が毎週リスナーから送られた、究極の二択の質問に答える。
アニカンチャートエクストラ!
月一回放送のコーナー。フリーペーパーの「アニカン」とのコラボレーションコーナー。毎回アニカンの編集部員が出演し、テーマに基づくアニメ関連の情報を紹介する。後半では、アニメ、声優などに関する様々なランキングを発表する。
チャカ・おカーン
2013年4月2日開始。いつか・どこかで見たことがあるかもしれない≪ちゃかついたおかん、チャカ・おカーン≫のちゃかついた行動やセリフを送ってもらう。実話・ネタは問わない。最もチャカ・カーンなオカンを送ってきた人におに魂シールがプレゼントされる。コーナーのBGMはチャカ・カーンのナンバー。
うんたまP(仮)
2013年10月15日開始。メディアファクトリーとのコラボ企画。埼玉に関するB級やC級のうんちくを送ってきてもらうコーナー。投稿された内容の中からいくつかが埼玉うんちく本に掲載された。
俺の話（2013年11月5日 - 2014年3月25日）
毎回「俺のホニャララ」とお題を設け、年齢性別問わず様々なリスナーからメッセージを募集する。
日本薬科大学 presents 身体に効くラジオ（2016年6月7日 - 11月29日）。
様々な健康情報に関する問題を出し、リスナーが伏せられた部分に対して「健康的なボケ」のネタを送る。その後は、正解発表と同時に出題された問題内容のワンポイントアドバイスや対策などを紹介していく。形式は月曜日の「乃木坂マスター」と似ている。最も健康的なボケ解答を送ったリスナー1名には、おに魂シールが送られた。
なお毎月1回はゲストを招聘し、健康に関するトークを行なっていたほか、オープンキャンパス情報で現役大学生が当番組に出演していた。また同大学のラジオcmも当コーナー後に流していた。
啓助のラジオ人生相談
2013年4月2日開始。鬼塚扮する「啓助先生」がリスナーから送られた悩みに答えていく。自ら「クッションコーナー」を名乗っており、その日の進行状況によってコーナー時間がかなり変動する。最短で3分くらいの回もあった。
基本的にお悩みに対する回答はテキトーであり、ほとんど解決していない場合が多い。
芸能人からの相談もあり、2013年5月21日の放送ではPerfumeから、2013年7月16日及び2016年3月8日の放送ではaikoから、2014年3月4日の放送ではJUJUから相談のメッセージが届いた。2017年1月31日放送分で最終回を迎えた。

### 水曜

#### 鬼玉
プリペロ!
大津田があるものを口の中に入れ、ペロペロしている様子からなめているものをリスナーが当てるというゲーム。最初は食べ物だったがどんどんと変わり、最終的には輪ゴムなどもペロペロしていた。
何が飛び出すかわからない プリーズ大津田とプリンセス・メグの「プリプリイリュージョン」
毎週水曜日22:30頃に放送している以下の3コーナーの総称。2006年9月27日放送分で正式に名前がついた。2008年になると「マル決」「ふつおた」の時間に充てられたので実施していなかったが、2008年5月に「プリーズ越えアルティメット」休止に伴い復活した。さらに、2009年11月には「ミッドナイトシャワー」「ご主人様お手柔らかに!〜ミラクルフィフティーン〜」が鬼玉着ボイスの宣伝コーナーとして復活。ただし、それぞれ交互に放送されている。
- ミッドナイトシャワー

2005年8月スタート。大津田扮するヒロミ・トゥインクルが洋楽を紹介しながらさわやかに話していくコーナー。最後に占いコーナーがある。基本的に時代設定が1980年代のバブル景気の頃を想定しているため、選曲や番組内の話題もその時代に準じたものとなっている。なお、コーナー内では「サンダー鬼塚」や「ミサ・スターダスト玉川」、「きっくんスプラッシュ」など、若干聞き慣れた名前のキャラクターも登場する（ただし名前のみ）。
- ご主人様お手柔らかに!〜ミラクルフィフティーン〜

大津田扮する「ご主人様お手柔らかに!」の主人公・さくら萌子役の萌草ミドリが、次回作の内容を先取りして送る、という設定のコーナー。月刊「ドリームキャンディラス」とテレビNACKとの連動企画と謳われるが、設定・企画ともに架空である。
- メグブログ

水曜日の人気ADメグが大津田に関する愚痴をこぼす。選曲は大津田から薦められたという体裁で様々な曲がかかる。
プリーズ越えアルティメット
大津田がリスナーとセクシーボイスで対決を行う、エロショートドラマ。期間と賭ける内容があらかじめ設定され、その期間内の勝敗に応じて賭けた中身・制作方法が決定される。リスナー側のショートドラマは水曜日作家・関口が考え、大津田側のショートドラマはリスナーから募集する。
過去の概要は以下の通り。
- 次回の感謝祭までの約2ヶ月間、当時、大津田が苦手としていたフリートークの長さを賭けて勝負（〜2006年6月。トークが小慣れてきたため終了）
- 約2ヶ月間「大津田自身のCM」製作を賭けて勝負。勝ち越した場合はパーソナリティ・スタッフが総力を挙げてCMを制作、負け越した場合は大津田自らCMを制作する（2006年6月〜8月）
  - 結果：負け越し
- 約4ヶ月間、ラジオドラマ「あたいとやろうよ4」がスタートするか、すっぴん写真を撮影してプレゼントするかの勝負（同年8月〜12月）
  - 結果：勝ち越し。「あたいとやろうよ『8』」が復活したが、同時に写真もプレゼントとなった。
- 約4ヶ月間「大津田が歌う歌」の製作を賭けて勝負。勝ち越した場合は鬼塚の全面プロデュース製作、負け越した場合は大津田の全面セルフプロデュース製作となる。（2007年1月〜4月）
  - 結果：負け越し。セルフプロデュースで「てき〜ら」を製作。さらにプライベートフォトをプレゼントすることに。
- 約2ヶ月間「ブログ」の設置を賭けて勝負。勝ち越せばブログは設置せず、代わりに一部スタッフが「プリーズ大津田」としてコーナーに出演、負け越した場合は大津田自ら「プライベートブログ」を開く（2007年4月〜6月）
  - 結果：負け越し。プライベートブログ「プリーズ大津田の好きでやってんじゃねぇよ」を開設した（外部リンク参照）。

当初は「1日5回更新」がノルマであったが、以降の勝負によって更新ノルマが増えたり減ったりしていく。一時期、更新回数を増やす代わりに1000円を支払うというルールが追加されたが、のちに更新回数を増やす代わりに「1プリ」を支払うというルールになっている。「プリ」がある程度たまった時点で、リスナーへ何らかの形で還元されると思われる。
- 約2ヵ月間「大津田が歌う歌3曲」を賭けて勝負。勝ち越した場合は鬼塚の全面プロデュース、負け越した場合は大津田の全面プロデュース（2007年7月〜8月）
  - 結果：負け越し。なお、この3曲は2007年内の完成を予定し、1曲目は10月17日に発表された「SHI・MA・NE」、2曲目は11月29日に発表された「ぷ」。
- 約4ヶ月間にわたっての勝負。勝ち越した場合はいやいや更新しているブログの一時打ち切り、負け越した場合はストリートライブを敢行（同年9月〜12月）
  - 結果：勝ち越し。最終週の「プリーズ越えラスベガス」で立て続けに勝ち数を重ねた結果、逆転。

これにより、ブログの一時休止が決定。現在は不定期に更新という形をとっている。
- 約4ヶ月にわたっての勝負。勝ち越した場合は「プリーズ越え」の企画終了、負け越した場合は小嶋亜由美・横田佳織とのユニット・バキュームの新曲制作&リスナーの自宅で単独ライブ（2008年1月〜4月）

なお、コーナー初期は期間を設けず、「プリーズ大津田」の名前そのものを賭けて勝負していた。しかしその後、「プリーズ越えアルティメット」にて、プリーズ大津田が勝ってしまい、コーナー廃止となった。
アタイとやろうよ
プリーズ大津田が主演を務める連続ラジオドラマ、通称アタヤロ。監督は志岐ディレクター、脚本は構成作家・関口が担当。「One for the Lead」の中で行われたバーチャルデートが基となっている。
当初はリスナーと逆電をつないでバーチャルデートを行っていたがそれが発展し、いわゆるエロドラマとなった。
これまでの「アタヤロ」の設定および副題は以下の通り。
- 1:女優編
- 2:名探偵編「名探偵ヒロミン」
- 3:童話編「世界プリム童話」
- 8:ニュースキャスター編「ニュースキャスターHIROMI」

「プリーズ越え」で勝ち越したことから、2007年1月17日放送分からスタート。
2007年5月2日放送分において、セリフを噛んだまま終わったため、リスナーから批判があった。翌週、脚本担当の関口がとても噛みやすい脚本を書き、3回噛んだらそこで終了という企画を行った結果、3回噛んで強制終了した。それ以降、用意した脚本に関して3回噛んでしまった時点で、即打ち切りとなることが決定している。
2007年8月22日放送分からは、関口のネタ切れのために1回でも噛んだら即打ち切りとなる。
2007年9月より「アタヤロ7」移行のため、同年8月29日をもって終了。全33話。
- 7:ニュースキャスター編・エピソード1「女子大生HIROMI」

2007年9月5日放送分よりスタート。
「アタヤロ8」に登場した「ニュースキャスターHIROMI」がどのようにして誕生したかが描かれる内容の為、「アタヤロ8」の一つ前、「アタヤロ7」となった。主役はまだ島根の大学にいる大学生、という設定。
大津田の島根弁（当人曰く出雲弁）が聴ける唯一の場となる。
- 4:「奥様は魔性」

2009年11月から2010年2月。マル決のお題『「奥様は魔性」のサブタイトルを考えよう』で送られてきたサブタイトルに後付けで脚本をつける形式で進められている。
大人のマル決（〜2010年3月31日）
エロネタが満載とされる水曜日において、23時を過ぎた時に行われる企画。お題はその日の「マル決」のままであるが、子供に聴かせるにはやや問題のあるネタが集中的に読まれる。一時期、「奥さん奥さん奥さん奥さん奥さん奥さん奥さん…ぐはぁう!!」の台詞でコーナーが開始されていた。

#### おに魂
描いてみんYO!
吉木が民謡に乗せて絵描き歌を歌い、そのお題を当てるコーナー。ボケ解答も募集していて (鬼塚が毎週、「もし解らなかったら、ボケろ!」と言っていた) その上、絵描き歌自体も強引な部分があることが多いため、正答率が10%を切ることがほとんどであった。吉木の母が考えたお題になると、通常より正解率が高い。
当初は水曜アーティストコーナーを担当するfromnouが解答者として出演していたが、このコーナーが20時台に移動してから、参加しなくなった。
2010年12月8日は吉木が欠席したため、代わりに鬼塚が「描いてミュージカル」としてコーナーを行った。
腐女子のジョーシキ！フジョーシキ!
腐女子にとっては常識な言葉を出題し、その意味を募集するコーナー。
吉木りさのモノマネ道場
番組中のCM前に、吉木がリスナーから募集したモノマネをする。おに魂感謝祭での吉木のモノマネがあまりに似ていなかったことからこのコーナーが始まった。
リサ・マニア
タイトルは、吉木の同名写真集、「RISA MANIA」から。番組内で2、3回、CM前に吉木がリスナーから送られてきた質問に答える。
吉木りさのコラララ彼女
タイトルは吉木のDVD「セキララ彼女」より。吉木に叱られたいリスナー（叱られメイツ）がトトホなエピソードを投稿し、吉木に叱られるコーナー。叱られるせりふはリスナーが指定してもよく、指定しなかった場合は作家の関口が考えたせりふを吉木が読む。
ぬるっとトーク
2011年11月2日開始。その日のオープニングトークの流れからテーマを決め、メッセージを募集する。そのため、テーマは番組が始まるまでまったく分からない。
スナックあけみ
静岡県のとある港町にあるスナック「あけみ」のアケミママ（鬼塚）と、東京から戻ってきたホステス・リサ（吉木）という設定で、リスナーから送られてきたアケミママへの質問に答える。
おに魂感謝祭のシャッフル企画で福田萌が水曜日に出演した際は「あけみ」のバイト志願・お蝶（清水の布団店夫人）を名乗った。
ガチで萌えるひと言
エンディングコーナー。吉木に言ってほしい「ガチで萌えるひと言」を募集し、吉木が言う。採用されたリスナーには、吉木のトレーディングカードがプレゼントされる。
じぇじぇじぇ！（2013年5月1日〜2013年6月26日）
東北出身の古坂と福田が「口に出しては言いづらいこと」「ちょっとした毒舌なこと」を東北弁でマイルドに（そしてカオスに）紹介していくコーナー。
がんばれ！もてナイン！（2013年4月3日〜2013年6月26日）
「モテ内閣総理大臣」を引き継いだコーナー。様々なシチュエーションにおける「モテない振る舞い」を、古坂監督兼名誉顧問と、福田ヘッドコーチの最強首脳陣が、モテない9人「ベストもてナイン」を決める。
夏江せまスリー!
2013年7月3日開始。リスナーから届いた無茶振りなお題に対して、夏江が即興で答えていく。
日本ありがとうの会
2013年7月3日から2015年3月25日まで実施。世の中のいろんなものに『感謝状』を送ろうというコーナー。リスナーがありがたいと思ったものを募集する。メールを送る際には、文の最後に「……ありがとう。」とするのがルールとなっている。一番いい内容を送ったリスナーには、おに魂シールがプレゼントされる。

### 木曜

#### 鬼玉
何の順位なのさ〜
テーマに沿ってリスナー投稿のベスト3を発表。
鬼玉ストアー トップシェアー（2006年10月〜2007年3月）
鬼玉とセーブオンの共同で企画会議を行うというもの。番組側からリスナーにテーマが発表され、それに即したアイデアを募集。採用されれば実際に「Nack ON SALE!鬼玉タイアップシリーズ」としてセーブオン店頭（東京を除いた関東地方の店舗のみ）で販売され、実際に狭山茶（ペットボトル入り・500ml）の「狭山さやか」と、お花見弁当の「桜さやか」が販売された。また、タイアップ企画の合間には「だじゃれ野球拳」などの週代わり企画を行った。
イントロ・リクエスト
「鬼玉」初のリクエストコーナー。ただし、かかる部分はイントロのみで、本編に入る直前で演奏を止められる。ただし、歌に導入する前の「セリフ」部分は放送されることとなっている。歌いたくても歌えないジレンマが募るコーナーでもあるが、時には玉川が歌ったりしてしまうこともある。
このコーナーから派生したものに、「アウトロ・リクエスト」が2006年12月28日に一度だけ行われた。2006年末の鬼玉大晦日では「イントロリクエスト・リクエスト」と題して行われ、歌の初めに除夜の鐘の効果音が入った。
MOVIXタマデミー（?年〜2009年3月）
全国に展開しているシネマコンプレックス・MOVIXで公開される（された）作品を紹介するコーナー。ゲストとして、紹介される映画の配給会社の広報担当などが登場する。また、不定期で玉川と親交のある映画コメンテーター・こはたあつこが、アメリカの最新映画事情を伝える。
オバーン（?年〜2010年6月24日）
玉川の誕生日を記念して誕生した、オバーン（オバン）の生態を募集するコーナー。毎週『健康とオバーン』と言うぐあいで、テーマが設けられている。「オバァ〜ン」が轟くコーナー開始SEは、アガちゃん作成とのこと。鬼玉シールゲット時のSEは『タラララッタラッー、鬼玉シール、オバーン!』（後に『オバーン』は、鬼玉着ボイスにアップされた）。
2010年6月24日の鬼玉感謝祭時に、『最強オバーンは誰だ!オバーンファイナルスペシャル feat. おーばんず』というタイトルでおーばんずと共に最終回が行われた。

#### おに魂
アナ・トーーク!
毎回、一つのテーマを決めて、番組宛に届いたリスナーの体験エピソードを紹介する。タイトルは、テレビ番組の『アメトーーク!』に掛けている。
ひとことじゃんけん
リスナーが考えたその日のお題（例：エーから始まる一言じゃんけん) にあわせたネタを対抗戦形式で紹介し、勝ち抜いたリスナーにはおに魂シールがプレゼントされる。
2011年3月11日の東日本大震災発生前までは『ネガティブじゃんけん』、震災後の数週間は『ポジティブじゃんけん』だった。
2010年10月22日のおに魂感謝祭では、韓国語でジャンケンポンを意味するカイバイボの掛け声で行われた（「ネガティブジャンケン カイバイボ!」）。
剣道小林のリアクション道場
ある不完全な言葉が読まれ、その言葉に「めん」「どう」「こて」「つき」のどれを入れれば正しい言葉になるかを瞬時に答える。リスナーは問題を投稿する。小林アナが最も印象に残った出題1つに、おに魂シールをプレゼント。
もともと回答者は小林のみだったが、2011年2月の「おに魂感謝祭」以降、リスナーと電話をつなぎ対決する形式になっている。2011年3月17日より、リスナーとの対決形式を一旦休止。
ちなみに、どちらが早いかの判定は番組スタッフが行うので、リスナー寄りになっている（同時の際は、ディレクター犬飼のジャッジでリスナーに1本与える）。そのため小林が不満を漏らすこともある。
2011年4月より「春合宿」と称して、「めん」「どう」「こて」「つき」の代わりにさまざまなフレーズを4つに区切ってお題にしている（例:「やき」「にく」「てい」「しょく」）。2011年6月9日を以って道場を閉鎖し、休止することを宣言した。
春休み特別企画として、2012年3月22日と29日に『帰ってきた剣道小林のリアクション道場』が行われた。出題は藤井が行った。
小林アナ 他人のソングリクエスト!
リスナーがリクエストした歌を小林が歌うコーナー。リクエストが来たときに開催する。1分ほど小林が歌った後、大大門の爆発音SEで終わる。CM前に始まることが多く、CMを挟んだ後はふつおた（小林の歌の感想）の紹介をすることが多い。感想のほとんどが「小林が歌い始めた途端にエアコンが壊れた」、「今までおとなしくしていたペットの犬が急に吠え出した」など、歌が下手だったという感想ばかりで、読まれるたびに小林が謝罪をしている。そのことがきっかけで、後に「小林炎上」が誕生した。
コーナーは「小林炎上」開始とともに廃止となったが、リスナーから復活を願うメールが届いたため、2012年12月27日に「たにソン紅白歌合戦」というスペシャル企画で一夜限りの復活を果たした。
うたう デカケツ刑事（デカ）（2011年5月5日〜2011年7月21日）
小林演じるデカいケツの刑事「デカケツ刑事」が歌いながらデカいケツで、リスナーを困らせるものをぶっとばし逮捕（紹介）するコーナー。コーナー開始時には、アナ自作のテーマソングが流れた。後続コーナー「デキン警察」の初回で、デカケツ刑事は大宮派出所の交番勤務になったことが明かされた。
デキン警察（2011年7月28日〜2011年10月13日）
『デカケツ刑事』の後続コーナー。小林演じるデキン警察が、「みんなが当たり前のように出来るのに、自分にはうまく出来ない…」そんな人々を逮捕（紹介）するコーナー。開始2週目よりテーマを設けるようになった。コーナー開始時は、小林自作のOPテーマが流れる。
誰も知りたくはない〜小林アナのある一日〜（2010年10月7日〜2011年9月?）
実際に体験した、小林の日記を朗読するコーナー。かなりのネガティブな内容が、リスナーの笑いを誘っている。また、小林には隠していた音源を流すこともあり、その際小林の分の音源はお蔵入りになる。
まれに、他の曜日のパーソナリティにコーナーを乗っ取られることがあり、その際は、コーナー名も若干変わる。また、スタッフが代読することもある。
妖怪人間アナ（2011年10月27日〜2011年12月29日）
妖怪人間ベムのパロディ。妖怪人間アナが人間になるために、毎週天の声（ディレクター犬飼）から与えられる試練をこなしていく。初回のみ、アナの化粧ポーチの処分方法（アナが人間になるために、「ポーチを処分しなさい」との天の声があったため）をリスナーに募集していたが、2週目以降からは、天の声より与えられるモノマネをするコーナーになった。しかし、人間になれぬままコーナー終了。
謎かけはディナーのあとで（2011年11月3日〜2011年12月29日）
『謎解きはディナーのあとで』のパロディ。毎週謎かけのお題を発表し、リスナーから募集する。一番面白かった答えに、おに魂シールが送られる。
セリフでハイ!（2012年1月12日〜2012年3月15日）
毎回、あるお題に対してあったセリフを募集していた。
ふつおたクイズ（月曜日→木曜日）
月曜：2007年9月17日〜、木曜：2012年1月〜
リスナーから送られてくるふつおたを途中まで読み、続きをリスナーに予想してもらうコーナー。問題文に使われたふつおたを送ったリスナーには、おに魂シールがプレゼントされる。2010年3月1日から一定期間、『ミルクマンandモ〜』というふつおたクイズの後身コーナーが行われていた。
その後、木曜日コーナーとして復活。コーナー名も「ふつおたクイズ」に戻った。
日本大学 MILLION LIFE
2012年10月から2013年3月まで木曜日の21:10 - 21:17に放送されていたコーナー。パーソナリティは佐藤栞里。
アナ小林の落ちない話（2012年12月6日〜2013年？）
受験生応援企画。小林アナがオチのない話をする。「オチのない話で、受験生も受験に落ちないように」と願ってのコーナー。
フォレスターナ軽井沢 presents ハッピーウェディング
2013年1月3日開始。結婚式や披露宴でのマナーやエチケットをクイズ形式で学ぶ企画。毎週、あるひとつのクイズが出されて、ホニャララの部分に当てはまるものを回答する。正解者の中から1名におに魂シールがプレゼントされる。また、ボケ回答も受け付けている。コーナーの最後は「おに魂でマナーを学んで、ハッピーハッピーウエディング！」というセリフで締める。
小林炎上（2012年11月15日〜2013年6月27日）
小林が日頃の不満やうっぷんを受け止め、ひたすら謝罪する。藤井とADの八木ちゃん曰く「コーナー誕生のきっかけは、『他人のソングリクエスト』開催時、リクエストのメールより謝罪を求めるメールの方が圧倒的に多かったため。」2013年4月からは「小林大炎上」にパワーアップした。
小林の療養中はピンチヒッターの名字に大炎上を付けてコーナーを行っていた。菊池と福田は納得していなかったが謝った。
小林アナの私物プレゼントクイズ
最近、引越しをした小林が、私物をリスナーにプレゼントするコーナー。小林と藤井のヒントを元に、リスナーが小林の持ってきた私物が何なのかを当てる。正解者の中から1名に持ってきた私物をプレゼントする。送料は、正解者が5人以上だと番組の負担、5人未満だと小林の自己負担となる。「小林の私物が送られてくるのが嫌」などの理由から、答えが分かっていても送ってこないリスナー、ボケるリスナーが多い。なお、正解者がいない場合は翌週にキャリーオーバーとなる。
藤井はコーナーのタイトルを「死んでいる物と書いて死物プレゼントクイズ」と説明している。
小林の療養中はピンチヒッターが私物を持参し、コーナーを行っていた。
2015年3月26日放送分で一夜限りの復活を果たしている。
今日のおしん（2013年2月14日 - 2013年9月26日）
2013年2月14日に開始された、藤井曰く木曜日のメインコーナー。貧乏ながらも一生懸命生きるおしんの今日の目撃談や、セリフ「○○してけろ」などを募集するコーナー。Best Of おしんに選ばれたネタにはおに魂シールがプレゼントされる。「おに魂ツッコミ塾」のお題となった「そんな“おしん”嫌やわ」が大評判だったため、スピンオフ企画としてスタートした。
2013年9月26日には、今までBest Of おしんに選ばれたネタの中からおしん・オブ・ザ・イヤーを決める「日本おしんアウォード！」が開催され、この日をもってコーナーが終了した。
その後「今日のおしん HYPER」としての復活を経て、2015年3月19日に完全終了した。
身代わり！おすべり地蔵（2013年10月3日 - 2013年12月26日）
「今日のおしん」と入れ替わりで始まったコーナー。毎週木曜日の22時頃に銀座にひっそりと現れる「おすべり地蔵」が、リスナーのツイていない出来事や、不安なこと、不平不満などを、身代わりに“スベる”ことで幸運をもたらそうというコーナー。
藤井によると「おに魂いちカオスなコーナー」。
ぴったんこおすモン！
2014年1月2日開始。あるお題に対して、小林がどんな“謎かけ”をしたのかをリスナーに予想してもらうコーナー（「○○とかけて□□と解く。その心は△△」の□□、△△の部分を予想する）。しかし小林の謎かけは謎かけになっていないことが多いため、正解率は低い。同年4月より「ぴったんこアナ！」に改題。
謝罪のオフモン
2014年2月6日開始。「小林炎上」をリニューアルしたコーナー。リスナーの不満や愚痴を、謝罪のスペシャリストであるオフモンこと小林がマイクのスイッチを切られた状態で謝る。コーナータイトルは映画「謝罪の王様」のパロディで、BGMは同映画の主題歌であるE-girlsの「ごめんなさいのKissing You」を使用している。
2014年末で終了したが、2015年3月26日に小林アナのおに魂卒業記念と題し、一夜限りで「謝罪のオフモン SUPER」を実施。良い謝罪内容を送ったリスナーに、おに魂シールがプレゼントされた。
妄想シネマ劇場
2014年5月2日開始。藤井が思い出せない映画の内容や感想を、リスナーに教えてもらうというコーナー（ネタである）。
2016年3月10日に岡田が休演したため、「教えて！サリオ年表〜♪」の代替として復活した。
BAYASHI 今日の新コーナー
2015年1月から3月19日まで実施。小林の新たなメインコーナーをリスナーが考え、案を出してもらう。20:45過ぎにコーナー案を発表、21:25すぎに実際にコーナーを行う。良いコーナー案を出してくれたリスナーと、採用こそされないが面白いコーナー案を送ったリスナーには、おに魂シールがプレゼントされる。
サリオ姫を起こせ！めざメー
2015年4月開始。普段は夜10時に就寝してしまう岡田を眠れる森の美女に見立てた「サリオ姫」を、どんなメッセージを送れば起こせるのかリスナーが考える。見事サリオ姫を起こすことができれば成功、しかし失敗するとサリオ姫はそのまま「おやすみ…。」と言い、眠りについてしまう。なお、このコーナーは成功したリスナー全員におに魂シールがプレゼントされる。2015年6月11日終了。
中田ちさと（AKB48）のちさトーク♪
2014年5月1日開始。春日部市出身でもあるAKB48メンバーの中田ちさとが、イオンレイクタウンの情報をアナウンスし、moriエリアのテナントいずれか1店に取材に入る。序盤でリスナーから寄せられたメッセージを読み上げたり、ごく稀にスタジオ収録を実施して「ふつトーク」・「幸トーク」・「街トーク」などを行うことがある。（これらをひっくるめて「スペシャルトーク」（通称：スペ・トーク）として行うこともあり、こちらはふつトーク・街トーク・夢トーク・愚痴トークなどを一挙にまとめる形が取られる。）なお、メッセージが読み上げられたリスナー全員に中田のサイン入りおに魂シールがプレゼントされるものの、おに魂シール獲得のジングルが流れるのはスタジオ収録での時に限定される。
中田の胸膜炎療養のため、2015年6月のみ、当時のAKB48メンバーで、中田と同じMousaに所属していた田名部生来がピンチヒッターで担当。
2015年9月24日の放送分をもって終了し、一部の内容は「向井地美音のみーおんたいむ」に引き継がれた。

### 一部の曜日

#### 鬼玉
鬼玉研究室（月・火曜日）（2007年7月〜2007年9月）スポンサー：東京電機大学
身の回りのありとあらゆる物事を「理系的」な切り口で考えていこう、というコーナー。その日のお題に沿ってリスナーの実体験やエピソードを募集し、月曜日は鬼塚扮するエジソンオニヅカと菊池、火曜日は玉川扮するタマガワキュリー婦人が理系に答えていくコーナーだった。抽選で1名に鬼玉シールがプレゼントされた。最終週の月曜日には東京電機大学の関係者が登場し、火曜日はラジオ番組ということでラジオがテーマだった。
鬼玉ランド（火・木曜日）（2008年4月〜2008年11月?）スポンサー：東武動物公園
火曜は動物にまつわるマル決=『アニマル決』を行い、ボケ回答のみを募集していた。毎回、東武動物公園のワンデーパスを抽選でプレゼントしていた。
鬼玉DATA BANK（月・水曜日）（2005年4月〜2010年3月）スポンサー：聖学院大学
月曜日と水曜日のコーナー。毎回、あるテーマに対する10代リスナーの意見を集計し、そこから10代のリスナーが今どんなことを考えているかを分析するコーナー。
終了数年前より、10代でないリスナーの意見も募集していた。不定期に「宿題DATA BANK」と称して、10代リスナーに同世代の友人10人の意見を募集することがあった。
採用不採用に関係なく、コーナー宛のメールを送ったリスナーの中から、抽選で「鬼玉パズル定規」というこのコーナー限定のノベルティがプレゼントされた（終了数ヶ月前までは、鬼玉学習帳がプレゼントされた）。

#### おに魂
おに魂 GIRL'S HATENA!（火・水曜日）
10代女子が気になること、知りたいことを、さまざまな世代のリスナーに向けて問いかけるコーナー。このコーナーでは毎回抽選で5名におに魂と拓殖大学のコラボステッカーがプレゼントされる。
おに魂ホームルーム（月・火曜日）
コーナー前半は、毎日学校に関するテーマを発表し、そのテーマに関するメッセージを紹介する。後半は、『受験生応援川柳』（リスナー投稿）を紹介する。いちばんグッときたメッセージにおに魂シールをプレゼントする。元学生でも投稿可能。

### 全曜日

#### 鬼玉
One for the Lead（2003年4月〜2006年3月）
Leadがパーソナリティを勤めたコーナー。終了2週間前から「青玉シール」を大量放出した。
まるごとステーションpresentsハイブリッドNACK（2006年4月〜2006年12月）
様々なアーティストが日替わりで登場し、トークを繰り広げていくもの。パーソナリティは月替わりで、本編のパーソナリティは登場しない。
鬼玉学習塾（2004年10月〜2005年7月）
「毎日決まった教科で楽しく勉強しよう」がモットーのコーナー。毎日出される「宿題」をリスナーがその教科のスタート直前までに送り、採点してもらう仕組み。
各曜日の内容は、月曜日は「その時、歴史がちょっと動いた」、火曜日は「ちょい文」、水曜日は「イングリッシュ・プリーズ」、木曜日は「なんのテストなのさ」→「イメージ・ディクショナリー」
日総工産 鬼玉わくわくワーク（2005年10月〜2007年9月）
「仕事」をキーワードに各曜日独自の企画を行っていたコーナー。クイズの正解者のうち当選者には、このコーナー特製の日総工産と鬼玉のダブルネームステッカーがプレゼントされた。
鬼玉ホームルーム（2008年7月〜2008年9月）
毎日学校に関するテーマを発表し、そのテーマに関するメッセージを紹介する。いちばんグッときたメッセージに鬼玉シールをプレゼントする。元学生でも投稿可能。2009年に一時期復活したが、すぐに廃止になった。2011年7月に、月・火のみ復活。

#### おに魂
中島愛のメグマガ!（2011年4月4日〜2012年6月28日）
声優の中島愛がパーソナリティを務める10分間の箱番組。火曜日と木曜日はバカボン鬼塚も出演していた。
日替わりのコーナーがあった。
- 月曜日 まめぐピクチャー

日常や仕事先で撮影した写真を紹介するコーナー。写真はおに魂ブログにアップされた。
- 火曜日 メグマガ・ミュージックアカデミー

毎回、音楽のジャンルを絞って、その音楽を紹介する。
- 水曜日 まめぐキャラカタログ（通称キャタログ）

毎回、様々なキャラクターの設定で送られてきたセリフを読む。
- 木曜日 リスナーから送られてきたエピソードを元に、2人が応援ボイスで応援する。

また、着ボイスとして music.jp の超高音質で放送翌日の午前0時から配信されていた。
おに魂 ピッチピチクイズ（月 - 木）
ピッチチェンジャーで声を変えられたリスナー1名が、電話でクイズに挑戦する。挑戦者が男性の場合は声が高い状態から、女性の場合は声が低い状態からスタートする。制限時間は1問につき5秒。1問正解するごとに元の声に近づいていき、5問正解すれば終了し声は元に戻る。クリアした挑戦者には、1,000円分のクオカードが1枚プレゼントされる。用意された10問のうち5問正解できなかった場合、クイズは終了し、その時点の声のままリスナーは退場。さらにクオカードは次回にキャリーオーバーされる（次回のリスナーがクリアすれば2枚プレゼントされる）。また、挑戦者全員には、パーソナリティ6人のサインが入ったおに魂シールがプレゼントされる。
原則として、月曜日は鬼塚が単独で当コーナーを担当、火曜日はメイン進行の鬼塚と共にきっくんがサポーター役として参加、水曜日は古坂と夏江が共に参加（出題は夏江が担当）、木曜日は小林のメイン進行と共に藤井がサポーター役で参加という形をとる。火曜日の鬼塚と木曜日の小林は前半5問のうち1問を生歌による出題（歌った部分のあとに続く歌詞や楽曲・歌詞に纏わる内容）とすることが多い。リスナーが生歌の問題に正解しなかった場合、もう一方のパーソナリティ（きっくん、藤井）が「歌が参加者のテンポを狂わせた」というのが慣例化している。
2015年3月31日放送分で終了。

## ノベルティー
- おに魂シール
  - マル決やその他様々なコーナーで面白いネタを送ったリスナーには、おに魂シールというステッカーがプレゼントされる。当初は各曜日で色が異なっていたが（月：蒼、火：黄、水：ピンク、木：緑）、10周年記念デザインに切り替わった時に色が統一された。
  - シール進呈が決まった際には、『タラララッタラッタラー、おに魂シールだい！』というきっくんの声によるサンプリングボイスを流している。
  - 月曜日のコーナー「乃木坂マスター」では『タラララッタラッタラー、おに魂シールたんたんたん！』という斉藤の声によるサンプリングボイスが流れる。
  - 過去に行なっていた水曜日のアーティストコーナー「LIFriendsのニシ魂」では『タラララッタラッタラー、ニシ魂シールどん！』というメンバーの声によるサンプリングボイスが流れていた。
  - おに魂月曜では、略して『おにまん』[注 14]と呼んでいる。
  - おに魂木曜では、略して『おにてん』[注 15]と呼んでいる。
- おに魂シールゴールデン
  - 毎日パーソナリティが、全てのメッセージの中から一番グッときたメッセージに選ばれたリスナーには、「日本メール・オブ・ザ・イヤー」としておに魂シールゴールデンがプレゼントされる。選出の際にはファンファーレが鳴る。なお、選出は主に「マル決」が多く、稀に「ふつおた」や曜日別コーナーから選出される場合もある。
  - おに魂木曜では、略して『たまきん』[注 16]と呼んでいる。
  - 2015年10月5日からは「おに魂 超・放課後クイズ」に「ゴールデンチャレンジ」制度が設けられ、挑戦者が正解するとおに魂シールゴールデンが送られる。

## 感謝祭
2ヶ月に一度のスペシャルウィーク（聴取率調査週間）に行われる。逆電企画、マル決クラシック（過去のマル決を再利用）、鬼玉シールばら撒き抽選会、リスナーや曜日対抗対決など、内容は多岐に渡る。
「おに魂」になってからは「マル決バトル」(1回に2つネタを読み、面白いほうにおに魂シールを必ずプレゼント)など、バトル系の企画が多い。また、2011年10月のおに魂感謝祭からは、期間中スタジオの中の様子をツイキャスで動画配信している。以下は企画の一例。なお、内容は公式ブログおよびNACK5ホームページを参照した。

### 鬼玉感謝祭
ユー、これやっちゃいなよ祭り
2006年8月と同年12月に行われた企画。リスナーから「鬼玉パーソナリティが生放送中に実行可能な指令」を募集、実際に実行する。中には体力の限界まで追い込まれるような指令や、精神を使う指令も盛り込まれた。
男性パーソナリティには体力系指令が、女性パーソナリティには精神系指令が多かった。鬼塚と菊池への指令は、空気椅子がお決まりになっている。大津田は合いの手など自分の得意分野で、玉川には大の苦手である「メイド口調でしゃべる」という指令があった。
マル決クラシック
マル決本・マル決本2発売記念として、過去にやったおもしろいマル決テーマに再挑戦する企画。大量のメールが番組宛に届く。
オラが街 自慢スペシャル
テーマに沿った地域の実話をリスナーに送ってもらう企画。この企画がきっかけで、「4千万人強の大ふつおた!?送って読んで!」というコーナーが始まった。
ニョロリのアイロンプリント
2007年6月に行われた企画。火曜構成作家の「ニョロリ」こと吉田シュンスケが様々な場所に行き、デカデカと「鬼玉」と書かれたタンクトップとキャミソールをそれぞれリスナーの1人にプレゼントした。
鬼玉ゴールデンコンビ
2007年6月に行われた企画。ある共通の趣味や知識を持った二人のリスナーと逆電をして、クイズに答えるというもの。NACK5オタク、ガンダムオタク、おそらく玉川の独断かと思われるもやしもんオタク等があった。

### おに魂感謝祭

#### おに魂総選挙
おに魂パーソナリティがお題に合わせたパフォーマンスを行い、リスナーが投票を行う。これを毎日2回4日間、合計8回行い、ポイントで順位を決める。1位のパーソナリティはおに魂の「センター」になる。
おに魂総選挙 ストロングワールド
2011年6月に放送。合計22539票の投票の末、結果は以下の通りになった。
- 1位 小林アナ 31P
- 2位 福田萌 30P
- 3位 吉木りさ 24P
- 4位 バカボン鬼塚 23P
- 5位 きっくん 12P

翌週、「センター」になった小林は「メディア選抜」として毎日スタジオに登場。一部時間はスタジオに登場したが、それ以外はおに魂ブログの更新を担当させられた。また、「センター」の意味は、「おに魂ブログのプロフィール写真のセンター」ということであった。
鬼塚は「おに魂の『おに』なのに4位」ということにショックを受け、土曜日の「HITS! THE TOWN」でもリスナー総選挙を突如行ったが、山口五和に桁違いの大差で敗れた。さらに、バトルでの吉木りさのモノマネがあまりにも「吉木りさそのまんまであった」ことから、その後水曜日に「吉木りさのモノマネ道場」というコーナーが作られた。
おに魂感謝祭〜第2回パーソナリティ総選挙!〜
2012年6月に放送。4日間の合計順位は以下の通り。
- 1位 吉木りさ 34P
- 2位 バカボン鬼塚 32P
- 3位 小林アナ 27P
- 4位 福田萌 26P
- 5位 きっくん・藤井ペイジ 25P

同率最下位となってしまったきっくん・藤井のうち、あみだくじによってきっくんが罰ゲームを行うことになり、翌週月曜日に大宮駅前で横地プロデューサーとおに魂を知らない人100人と握手会を行った。ただ実際にはおに魂リスナーも含まれており、罰ゲームにしては楽しそうなきっくんに対して、スタジオではブーイングが起きていた。そして100人との握手を達成し、放送時間内に大宮駅から東京のGINZA STUDIOまで戻ることができた。握手会の様子はツイキャスで配信していた。

#### シャッフルパーティー
2011年10月、2012年2月、2013年8月からは毎回放送。その日のパーソナリティの他に、他の曜日のパーソナリティも入り放送する。
おに魂感謝祭 ハロウィン・シャッフルパーティー
その日のパーソナリティ全員が仮装をして放送した。
- 月 バカボン鬼塚、きっくん + 吉木りさ
- 火 福田萌 + 小林アナ
- 水 バカボン鬼塚、吉木りさ + 福田萌
- 木 小林アナ + きっくん

おに魂感謝祭 2012冬 シャッフル大パーティー!
その日のパーソナリティ全員が勝負服を着て放送した。今回は、「メグマガ」パーソナリティの中島愛も参加し、水曜日に登場した。この週のメグマガは、「バカボン鬼塚と中島愛の中野ブロードウェイぶらり旅」と題して、特別企画を行った。また、水曜日は、生放送にて鬼塚と吉木と共に進行した。
- 月 バカボン鬼塚、きっくん + 福田萌
- 火 福田萌 + 吉木りさ、小林アナ
- 水 バカボン鬼塚、吉木りさ + 中島愛
- 木 小林アナ、藤井ペイジ + バカボン鬼塚（仕事の関係で午後10時過ぎに早退）

おに魂感謝祭 2013夏  〜かけこみ夏祭り〜
- 月 バカボン鬼塚、斉藤優里＋きっくん
- 火 バカボン鬼塚、きっくん＋夏江紘実
- 水 古坂大魔王、夏江紘実 + 藤井ペイジ
- 木 小林アナ、藤井ペイジ + 夏江紘実、きっくん

おに魂感謝祭 秋のシャッフルパーティー！！
- 月 バカボン鬼塚、斉藤優里＋きっくん
- 火 バカボン鬼塚、きっくん＋夏江紘実
- 水 古坂大魔王、夏江紘実 + 藤井ペイジ（仕事の関連で21時から加わった）
- 木 小林アナ、藤井ペイジ + きっくん

また、パーソナリティ3人がひとつのお題に対して答えが揃うかどうかをリスナーが予想する「みんなであわせよう！と言えばクイズ」を併せて開催した。全員の答えが揃わなかった時には罰ゲームとして「おに魂特製ドリンクバー」が行われた。
おに魂感謝祭 クリスマス・プレプレパーティー！
- 月 バカボン鬼塚、斉藤優里＋きっくん
- 火 バカボン鬼塚、きっくん＋小林アナ
- 水 古坂大魔王、夏江紘実 + 藤井ペイジ
- 木 小林アナ、藤井ペイジ + 夏江紘実

また、パーソナリティ3人が一つのお題に対して30秒以内に指定された数の答えが揃うかどうかをリスナーが予想する「クリスマス・プレプレパーティーゲーム」を併せて開催した。全員の答えが揃わなかった時には罰ゲームとして「おに魂特製クリスマスケーキ」が登場した。
おに魂感謝祭 〜全国リスナー統一テスト〜
- 月 バカボン鬼塚、斉藤優里＋きっくん
- 火 バカボン鬼塚、きっくん＋小林アナ
- 水 古坂大魔王、夏江紘実 + 藤井ペイジ
- 木 小林アナ、藤井ペイジ + 夏江紘実

また、パーソナリティ3人が様々なおバカゲームに全力で挑戦し、クリアできるかどうか、リスナーが全力で考え、予想するテストも併せて実施した。
おに魂感謝祭 我々も世界と戦うぞスペシャル！
今回は、木曜日でアーティストコーナーを担当している9nineから西脇彩華も参加し、木曜日に登場した。
- 月 バカボン鬼塚、斉藤優里＋きっくん
- 火 バカボン鬼塚、きっくん＋夏江紘実
- 水 古坂大魔王、夏江紘実 + 藤井ペイジ
- 木 小林アナ、藤井ペイジ + 西脇彩華（9nine）

2014年6月からFIFAワールドカップが開催されるのに併せて、おに魂でも世界の国名をモチーフにしたゲームを行い、そのゲームをクリアできるか失敗するかをリスナーが予想した。

#### リスナー・パーソナリティバトル企画
おに魂感謝祭 〜秋の大運動会&秋のきくち狩り〜
2012年10月に放送。「秋の風物詩といえば運動会ときくち狩り」ということで、リスナーやレギュラーアーティストを巻き込んだ運動会と、「きくち狩り」を行った。競技は「と競争」「ピスタチオ玉入れ」「しりとリレー」「ロシアンシュークリーム」の4つ。各競技の概要と最終的な順位は以下の通り。
「と競争」 - 10秒間で何回連続で「と」を言えるかを競う。
「ピスタチオ玉入れ」 - 30秒間で何個のピスタチオの殻を剥くことが出来るかを競う。レギュラーアーティスト参加競技。
「しりとリレー」 - 1分間でしりとりを何回続けられるかを競う。リスナー参加競技。
「ロシアンシュークリーム」 - 6個のシュークリームから、わさび入りシュークリームを引くまで、普通のシュークリームを何個食べられたかを競う。
- 1位 火曜日 182P
- 2位 水曜日 167P
- 3位 木曜日 155P
- 4位 月曜日 153P

最下位だった月曜日パーソナリティの鬼塚ときっくんには、罰ゲームとして「一週間でブログを100回更新」が課せられた。
きくち狩りは、各曜日1時間のどこかに隠れているきくちを探し出すというもの。ジングルや流れていた音楽の一部をきっくんが歌うなど、様々な場所に隠れていた。
木曜日の午後10時台はきっくんが「ピッチピチクイズ」に参加していたが、小林と藤井はエンディングの答え合わせまで、正体がきっくんであると気づかなかった。この日のクオカードは翌日にキャリーオーバーとなり、パーソナリティ全員のサイン入りおに魂シールは、この日の出場希望者の中から抽選で1人に送られた。
おに魂感謝祭 2012・冬〜大炎上！リスナーVSパーソナリティ大ゲンカ（笑）スペシャル〜
2012年12月に放送。「パーソナリティにとっては負けられない一戦が毎日ある」をテーマに、リスナーとのガチバトルを行った。毎時間に1回、パーソナリティがリスナーと電話で、発表されたお題を元にどちらかが勝つまでバトルをした。また、今回はバトルをさらに盛り上げるために、パーソナリティのシャッフルも行われた。各曜日のシャッフルパーソナリティとバトル内容は以下の通り。
- 月曜日：バカボン鬼塚、きっくん＋藤井ペイジ
- 火曜日：福田萌＋バカボン鬼塚、小林アナ
- 水曜日：バカボン鬼塚、吉木りさ＋福田萌
- 木曜日：小林アナ、藤井ペイジ＋吉木りさ

| 月曜日 | 対決者       | 対決内容                                      | 勝者         |
| ------ | ------------ | --------------------------------------------- | ------------ |
| 一戦目 | きっくん     | PerfumeイントロクイズPK合戦3本勝負            | きっくん     |
| 二戦目 | バカボン鬼塚 | 古今東西 アニメONE PIECE 海賊団の名前挙げ対決 | バカボン鬼塚 |
| 三戦目 | 藤井ペイジ   | 暗算対決                                      | リスナー     |

| 火曜日 | 対決者       | 対決内容                            | 勝者     |
| ------ | ------------ | ----------------------------------- | -------- |
| 一戦目 | 福田萌       | LUNA SEAイントロクイズPK合戦3本勝負 | リスナー |
| 二戦目 | バカボン鬼塚 | なぞなぞ対決                        | リスナー |
| 三戦目 | 小林アナ     | 古今東西 国民の祝日 名前挙げ対決    | リスナー |

| 水曜日 | 対決者       | 対決内容                                        | 勝者                               |
| ------ | ------------ | ----------------------------------------------- | ---------------------------------- |
| 一戦目 | 吉木りさ     | ももいろクローバーZイントロクイズPK合戦3本勝負  | 吉木りさ                           |
| 二戦目 | 福田萌       | 古今東西 モンハン3Gの登場モンスター名前挙げ対決 | 福田萌(エンディングで不正解が発覚) |
| 三戦目 | バカボン鬼塚 | ロングブレスレロレロレロ〜対決                  | バカボン鬼塚                       |

| 木曜日 | 対決者     | 対決内容                                               | 勝者     |
| ------ | ---------- | ------------------------------------------------------ | -------- |
| 一戦目 | 藤井ペイジ | 映画サントラ・メインテーマ イントロクイズPK合戦3本勝負 | リスナー |
| 二戦目 | 吉木りさ   | 古今東西 戦隊ヒーローの戦隊名名前挙げ対決              | リスナー |
| 三戦目 | 小林アナ   | 松田聖子イントロクイズPK合戦3本勝負                    | 小林アナ |

対決に参加したリスナーが勝つと、おに魂シールゴールデンがプレゼントされ、パーソナリティは罰としておに魂特製せんぶり茶を連帯責任で飲んだ。リスナーが負けた場合は、普通のおに魂シールが送られた。
せんぶり茶は普通のせんぶり茶とは違い、ADやプロデューサーが色々と混ぜた、特製のせんぶり茶だった。また、失敗が重なると、味がどんどん酷くなっていった。
水曜日の福田萌の対決は、対決当初は福田萌の勝利だったが、エンディングでリスナーからのメールで間違いが発覚。最終的にせんぶり茶を飲む羽目となった。このためエンディングはグダグダとなってしまい、エンディングコーナーの「吉木りさのガチで萌えるひと言」、特別コーナーの「福田萌のガチで萌えるひと言」はやることなく終わってしまった。
今回は4か月ぶりにツイキャス配信され、対決の様子が観られた。
おに魂感謝祭〜オッサンさんから人妻まで、丸ごとアイドル化大作戦！〜
2013年6月に放送。現役アイドルの斉藤の指示の下、各曜日のパーソナリティがアイドルを目指して様々な企画に挑戦した。「人妻まで」と謳っているが、福田は当時妊娠中だったため対決には参加していない。企画は以下の通り。
| 月曜日 | 挑戦者                      | 企画内容                     | 勝者         |
| ------ | --------------------------- | ---------------------------- | ------------ |
| 一戦目 | バカボン鬼塚 VS リスナー    | 古今東西 3文字の赤いもの     | バカボン鬼塚 |
| 二戦目 | 斉藤優里 VS リスナー        | 古今東西 3文字の生き物       | リスナー     |
| 三戦目 | 斉藤優里 VS 佐武宇綺(9nine) | 古今東西 3文字のカワイイもの | 佐武宇綺     |

| 火曜日 | 挑戦者                       | 企画内容                                                 | 勝者           |
| ------ | ---------------------------- | -------------------------------------------------------- | -------------- |
| 一戦目 | バカボン鬼塚 VS きっくん     | 30秒で水を飲まずに「うまい棒」を何本食べれるか           | バカボン鬼塚   |
| 二戦目 | バカボン鬼塚                 | 人の歌リクエスト                                         |                |
| 三戦目 | パーソナリティ VS Berryz工房 | リスナーから送られた「せん」「ぶり」メールで神経衰弱対決 | パーソナリティ |

| 水曜日 | 挑戦者                                    | 企画内容 | 勝者       |
| ------ | ----------------------------------------- | --- | ---------- |
| 一戦目 | 古坂大魔王 VS リスナー                    | モーニング娘。でイントロクイズ対決 | 古坂大魔王 |
| 二戦目 | 古坂大魔王 VS リスナー                    | 嵐でイントロクイズ対決 | リスナー   |
| 三戦目 | 八坂沙織 VS 志村理佳(どちらもSUPER☆GiRLS) | アイドルとして“持ってる”のは、どっちだ〜対決！ 1番対決：腕相撲対決 勝者：志村理佳 2番対決：暗算対決 勝者：八坂沙織 3番対決：ロングブレスレロレロ対決 勝者：八坂沙織 | 八坂沙織   |

| 木曜日 | 挑戦者                     | 企画内容                 | 勝者       |
| ------ | -------------------------- | ------------------------ | ---------- |
| 一戦目 | バカボン鬼塚 VS 藤井ペイジ | アイドル用語で大喜利対決 | 引き分け   |
| 二戦目 | バカボン鬼塚 VS 藤井ペイジ | 連想ゲームのヒント対決   | 藤井ペイジ |

おに魂感謝祭 夏の怪物祭り
2015年8月に放送。怪物をキーワードにパーソナリティ3人がリスナーとの電話対談を行い、怪物っぷりをアピールしてもらう。また番組後半では、リスナーとパーソナリティの対決が1回行われた。アピールの判定はパーソナリティ3人の挙手した人数で、電話出演したリスナーには次のようなプレゼントがあった。
- 1人だけ挙手（ノーマルな怪物） - 通常のおに魂シール
- 2人挙手（スーパー怪物） - 通常のおに魂シール＋その日に出演したパーソナリティ3人のサイン入り
- 全員挙手（ゴールデン怪物） - おに魂シールゴールデンに、その日出演したパーソナリティ3人のサイン入り

プラスワンパーソナリティと対決企画内容は次の通り。なおパーソナリティが負けた場合は、連帯責任として全員ビリビリマシン（※火曜日のみキスをする）の罰を受けなければならない。
- 月曜日：バカボン鬼塚、斉藤優里＋夏江紘実
- 火曜日：バカボン鬼塚、きっくん＋藤井ペイジ
- 水曜日：古坂大魔王、夏江紘実＋岡田サリオ
- 木曜日：藤井ペイジ、岡田サリオ＋村田寛奈(9nine)

|        | 挑戦者                        | 企画内容                | 勝者       |
| ------ | ----------------------------- | ----------------------- | ---------- |
| 月曜日 | 斉藤優里 VS リスナー          | 早口言葉 サドンデス対決 | 斉藤優里   |
| 火曜日 | パーソナリティ3人 VS リスナー | 怪物なぞなぞ対決        | リスナー   |
| 水曜日 | 夏江紘実 VS リスナー          | 音階当て 怪物対決       | リスナー   |
| 木曜日 | 藤井ペイジ VS リスナー        | 暗算対決                | 藤井ペイジ |

おに魂感謝祭 男と女の日本シリーズ
2015年10月放送。男性リスナーと女性リスナーに分かれ、それぞれの対決内容に沿ったメッセージの紹介や、リスナーが電話出演して男性か女性かを当てるなどの対決を行った。判定は一部の対決を除いて、酒向プロデューサーが行った。プラスワンパーソナリティ及び対決内容は次の通り。負けたチームは、エンディングでセンブリ茶を飲んだ。なお、メッセージを紹介および電話出演したリスナー全員には、勝敗に関係なくおに魂シールが送られた。
- 月曜日：バカボン鬼塚、斉藤優里＋きっくん
- 火曜日：バカボン鬼塚、きっくん＋夏江紘実
- 水曜日：古坂大魔王、夏江紘実＋斉藤優里
- 木曜日：藤井ペイジ、岡田サリオ＋バカボン鬼塚

| 月曜日 | 対決者                 | 対決内容                         | 勝者         |
| ------ | ---------------------- | -------------------------------- | ------------ |
| 一戦目 | バカボン鬼塚vs斉藤優里 | ガチヲタ対決                     | バカボン鬼塚 |
| 二戦目 | バカボン鬼塚vs斉藤優里 | プチ・ビックリしたエピソード対決 | 斉藤優里     |
| 三戦目 | バカボン鬼塚vs斉藤優里 | 今夜のディナー対決               | 斉藤優里     |

| 火曜日 | 対決者                           | 対決内容         | 勝者                   |
| ------ | -------------------------------- | ---------------- | ---------------------- |
| 一戦目 | リスナーvsパーソナリティ3人      | なぞなぞ対決     | リスナー               |
| 二戦目 | バカボン鬼塚＆きっくんvs夏江紘実 | 先生のあだ名対決 | バカボン鬼塚＆きっくん |
| 三戦目 | バカボン鬼塚＆きっくんvs夏江紘実 | 振られセリフ対決 | バカボン鬼塚＆きっくん |

| 水曜日 | 対決者                         | 対決内容                         | 勝者               |
| ------ | ------------------------------ | -------------------------------- | ------------------ |
| 一戦目 | 古坂大魔王vs夏江紘実＆斉藤優里 | おしゃれな言葉勝負               | 古坂大魔王         |
| 二戦目 | 古坂大魔王vs夏江紘実＆斉藤優里 | 痛かったエピソード対決           | 古坂大魔王         |
| 三戦目 | 古坂大魔王vs夏江紘実＆斉藤優里 | 男or女、どっちだ？テレフォン対決 | 夏江紘実＆斉藤優里 |

| 木曜日 | 対決者                 | 対決内容                     | 勝者       |
| ------ | ---------------------- | ---------------------------- | ---------- |
| 一戦目 | 藤井ペイジvs岡田サリオ | 我が家にあるいらないもの対決 | 岡田サリオ |
| 二戦目 | 藤井ペイジvs岡田サリオ | 睡眠でやらかしちゃった対決   | 藤井ペイジ |
| 三戦目 | 藤井ペイジvs岡田サリオ | ダジャレ日本シリーズ         | 藤井ペイジ |

この結果、4日間通して男性チーム3勝・女性チーム1勝で男性チームの総合優勝となり、4日目に出演した岡田が敗れた女性チームを代表して、エンディング時に1杯・放送後記で2杯センブリ茶を飲んだ。（※なお放送後記のセンブリ茶は2杯用意されたが、鬼塚が1杯にまとめた。）
- 3日目のエンディングは、対決に負けた夏江と斉藤がいつもより増量されたセンブリ茶を飲んだ。

おに魂感謝祭 開運！なんでもゲーム団
2016年2月放送。開運や厄除けなどをテーマにパーソナリティー3人が様々なゲームに挑戦し、「福男」もしくは「福女」を決めた。企画名の通り、テレビ東京で放送されている『開運!なんでも鑑定団』をもじったもので、OP曲のザ・ビートルズ『Help!』や鑑定中に流れるお馴染みのBGMが使用された。
なお負けたパーソナリティーは、厄払いとしてビリビリマシン（※月曜・火曜）またはセンブリ茶を飲む（※水曜・木曜）罰を受けなければならない。各ゲームごとに予想が当たったリスナーの中から抽選で1名におに魂シールゴールデンが送られた。
プラスワンパーソナリティと対決企画内容は次の通り。
- 月曜日：バカボン鬼塚、斉藤優里＋きっくん
- 火曜日：バカボン鬼塚、きっくん＋岡田サリオ
- 水曜日：古坂大魔王、夏江紘実＋藤井ペイジ
- 木曜日：藤井ペイジ、岡田サリオ＋斉藤優里

| 月曜日 | 対決内容                     | 勝者         |
| ------ | ---------------------------- | ------------ |
| 一戦目 | 開運！四つ葉のクローバー探し | 斉藤優里     |
| 二戦目 | 開運サイコロ High and Low    | バカボン鬼塚 |

| 火曜日 | 対決内容                                      | 勝者         |
| ------ | --------------------------------------------- | ------------ |
| 一戦目 | 言葉をタヌキ（※「た」抜き）にして縁起よく言う | バカボン鬼塚 |
| 二戦目 | 開運！謎々のコーナー                          | リスナー     |
| 三戦目 | 開運！ラッキーセブン ストップウォッチで777    | バカボン鬼塚 |

| 水曜日 | 対決内容                                               | 勝者       |
| ------ | ------------------------------------------------------ | ---------- |
| 一戦目 | 勝ちのの種をガチで勝ち取れ！                           | 古坂大魔王 |
| 二戦目 | ほとんど大吉！ハッピーおみくじ！大吉を引き続けろゲーム | 藤井ペイジ |
| 三戦目 | 勝つ舌（かつぜつ）必勝！縁起のいい早口言葉ゲーム       | 藤井ペイジ |

| 木曜日 | 対決内容                                     | 勝者       |
| ------ | -------------------------------------------- | ---------- |
| 一戦目 | 厄除けトランプ                               | 藤井ペイジ |
| 二戦目 | 目指せ！ラッキーセブン ストップウォッチで795 | 斉藤優里   |
| 三戦目 | 縁起いいダジャレ福引                         | 藤井ペイジ |

#### その他
おに魂感謝祭 2011夏 〜KIZUNA〜
2011年8月に放送。パーソナリティ5人が同じ質問に別々に答え、何人の答えが一致するかをリスナーが予想する。結果、特に水曜日の2人が一致しないことが多く、1回も5人全員の答えが揃わなかった。そのため「センター」である小林アナが罰ゲームとして1日100回のブログ更新を行なった。
おに魂感謝祭 リスナーアワード2011 〜勝手に最優秀賞決定スペシャル〜
2011年12月に放送。リスナーのメッセージを、その日のパーソナリティがいろいろな視点で表彰する。番組途中に何回か表彰式と題し、メッセージを表彰する他、パーソナリティが気に入ったメッセージにその場で表彰したこともあった。受賞者にはおに魂シールゴールデンがプレゼントされる。
おに魂感謝祭〜友達100人できるかな?テレフォン!
2012年4月に放送。特別企画として、パーソナリティがリスナーに電話した。しかし、4日間で100人に電話するという目標を達成できなかったため、罰ゲームとして鬼塚が「人の歌リクエスト」を行った。
おに魂感謝祭 〜24秒ラジオ「愛はおに魂を救う」〜
2012年8月に放送。24秒間でギリギリの4つのミッションに、各曜日のパーソナリティとリスナーが挑戦した。また、ミッションを「24秒で出来るか」「24秒で出来ないか」を予想してもらい、予想が的中したリスナーの中から抽選で3名におに魂シールがプレゼントされた。各曜日のミッション結果は以下の通り。
- 月曜日 4成功0失敗
- 火曜日 1成功3失敗
- 水曜日 0成功4失敗（この日のゲストだった鈴村健一が特別に参加した。結果は成功）
- 木曜日 2成功2失敗（この日のゲストだったAqua Timezの太志とTASSHIが特別に参加した。結果は太志が成功し、TASSHIが失敗）

この週はパーソナリティ、レギュラーアーティスト全員が黄色のTシャツを着ていた。また、木曜日には、サイン入りのTシャツがプレゼントされた。更に鬼塚・福田が実際に着ていたTシャツも合わせてプレゼントされた。
このおに魂感謝祭の開会ソングとして、元ネタである『24時間テレビ』のテーマソングである「サライ」のパロディ曲（鬼塚いわく、人の歌みたいな感じに作った曲）『アライ』が歌われた（ザ・ドリフターズの元メンバー・荒井注を歌った曲である）。
おに魂もうすぐ10周年感謝祭！日ごろの感謝の気持ちをこめて、あなたの言うこと聞いちゃうよスペシャル！
2013年2月に放送。2013年4月で番組がスタートして10周年を迎えるのを記念し、各曜日のパーソナリティが、リスナーからの様々なリクエストに答えていった。主なリクエストは下記の通り。
月曜日
- おに魂と同じ10歳からの、鬼塚への即興生歌リクエスト
- 鬼塚がきっくんの重いカバンを持ちながら男塾の放送
- 鬼塚の人の歌リクエスト(本人が嫌がっている不定期コーナー)
- FM局らしいオシャレな放送(途中、2人が有名DJのモノマネをしながら放送した)
- きっくんが鬼塚にキス[注 25]
- コーナー中、2人が手をつなぎながらトーク

火曜日
- 小林アナと一緒に放送
- 福田萌と小林アナのそれぞれのいいところ、悪いところを言い合う
- 福田萌と小林アナのそれぞれの地域の方言を使用してのふつおたの放送

水曜日
- 吉木りさが鬼塚にメイク(巻き添えでその日のディレクターのきっくんまでメイクした)[注 25]
- 吉木りさのモノマネ
- 外来語を一切使わずにふつおたの紹介(外来語を使用した場合は罰としてせんぶり茶を飲まされた)

木曜日
- 空気イスで放送(オープニングで2人が空気イスをしながらトークした)
- 小林と藤井の手紙交換
- 小林アナが丁寧語や敬語を一切使わずにふつおたの放送を行う
- 小林アナの母親がマル決のお題の発表を行った(リクエストはパーソナリティへのドッキリ)

おに魂感謝祭・新入生歓迎スペシャル
2013年4月に放送。10周年を迎えたおに魂が、新パーソナリティと新入生リスナーをおに魂に歓迎するために、様々な企画を行った。さらにこの週の放送より、おに魂シールが10周年の記念シールに切り替わった。
おに魂感謝祭 アナと小林のフローズンファンタジー
2015年2月に放送。小林アナが氷をキーワードに、様々な企画に挑戦。リスナーは成功か失敗を予想し、予想が当たった中から抽選で5名におに魂シールがプレゼントされた。実施内容と結果は以下の通り。成功すれば罰ゲームなし、しかし失敗した場合はパーソナリティ全員が連帯責任としてセンブリ茶を飲まされる。
| 月曜日 | 挑戦者             | 企画内容                                                      | 結果 |
| ------ | ------------------ | ------------------------------------------------------------- | ---- |
| 1回目  | パーソナリティ全員 | 冷たいものにひっかけて古今東西リレー、30秒以内に6個言えるか？ | 失敗 |
| 2回目  | 小林アナ           | 15秒以内に3個のロックアイスを使ってかき氷を作る               | 成功 |
| 3回目  | パーソナリティ全員 | 30秒以内で5個のロックアイスを菜箸で使ってリレーする           | 成功 |

| 火曜日 | 挑戦者             | 企画内容                                                             | 結果 |
| ------ | ------------------ | -------------------------------------------------------------------- | ---- |
| 1回目  | リスナー全員       | 「こおり」であいうえお作文（「り」から始まる言葉をリスナーが考える） | 成功 |
| 2回目  | 夏江紘実＆リスナー | 制限時間内に小林アナが冷たい水をブクブク立てて曲を当てる             | 失敗 |
| 3回目  | パーソナリティ全員 | 制限時間内に、小林アナが食べている冷たい食べ物を当てる               | 成功 |

| 水曜日 | 挑戦者             | 企画内容                                                                    | 結果 |
| ------ | ------------------ | --------------------------------------------------------------------------- | ---- |
| 1回目  | リスナー全員       | 古坂＆夏江が「最近どう？」と質問し、それに対する小林アナの反応を予想        | 成功 |
| 2回目  | 夏江紘実＆小林アナ | 制限時間内にアイスボックスの中に入っている3つの品物を、目隠しして正確に言う | 失敗 |

| 木曜日 | 挑戦者             | 企画内容                                            | 結果 |
| ------ | ------------------ | --------------------------------------------------- | ---- |
| 1回目  | パーソナリティ全員 | 30秒以内で8個のロックアイスを菜箸で使ってリレーする | 失敗 |
| 2回目  | 小林アナ           | 30秒以内に小林アナが口の中に4個の氷を入れる         | 成功 |
| 3回目  | パーソナリティ全員 | 30秒以内に冷たいものを使って、駄洒落を6つ言う       | 失敗 |

おに魂感謝祭 友達100人できるかな?テレフォン! 2015
2015年4月に放送。2012年に行われたのとほぼ同じ内容で、パーソナリティがリスナーに電話した。
4日間で100人に電話するという目標は達成できたものの、途中で罰ゲームを怖がったきっくんが明らかに不正行為を行ったのと、犬2匹を人数としてカウント・テーマと関係ない人を電話に出してカウントしていたことが同年4月23日放送のエンディングで判明したため、酒向プロデューサーの指令で、2015年4月27日（月曜日）に大宮駅でおに魂を知らない100人と握手する罰ゲームを受けることになってしまった。(きっくん大宮駅前で酒向プロデューサーとおに魂を知らない人100人と握手会『ぶらり・友達100人できるかな？逆握手会の旅』）しかし実際にはおに魂リスナーも含まれており、罰ゲームにしては楽しそうなきっくんに対し、スタジオにいた鬼塚と若月佑美からはブーイングが起きていた。そして100人との握手を達成し、エンディング時に東京のGINZA STUDIOまで戻ることができた。握手会の様子はツイキャスで配信していた。
おに魂感謝祭 6月のパーソナリティ大ウン動会
2015年6月に放送。パーソナリティ2人とプラスワンが「運」をキーワードに、様々な企画に挑戦。リスナーは成功か失敗を予想し、予想が当たった中から抽選で5名におに魂シールがプレゼントされた。プラスワンパーソナリティや実施内容と結果は以下の通り。成功すれば罰ゲームなし、しかし失敗した場合はパーソナリティ全員が連帯責任としてセンブリ茶を飲まされるか、今回導入されたビリビリマシンの罰ゲームを受けた。
- 月曜日 - バカボン鬼塚、斉藤優里＋きっくん
- 火曜日 - バカボン鬼塚、きっくん＋岡田サリオ
- 水曜日 - 古坂大魔王、夏江紘実＋藤井ペイジ
- 木曜日 - 藤井ペイジ、岡田サリオ＋夏江紘実、斉藤優里

| 月曜日 | ゲーム名                      | 内容                                                                 | 結果                                               |
| ------ | ----------------------------- | -------------------------------------------------------------------- | -------------------------------------------------- |
| 1回目  | あうんの呼吸 以心伝心ゲーム   | 運動会の時、女子がときめくシーンと言えば？                           | 失敗（ビリビリマシンを受けた結果、斉藤は回避）     |
| 2回目  | バルウンアート推理ゲーム      | 斉藤が30秒以内に作ったバルーンアートをバカボン鬼塚・きっくんが当てる | 失敗（センブリ茶を飲む）                           |
| 3回目  | うんしょこらしょ うん搬ゲーム | 3人で菜箸を使い、7個の甘栗を30秒以内に全部ボウル同士へ移し替える     | 失敗（ビリビリマシンを受けた結果、きっくんは回避） |

| 火曜日 | ゲーム名                                     | 内容                                                                   | 結果                                                                       |
| ------ | -------------------------------------------- | ---------------------------------------------------------------------- | -------------------------------------------------------------------------- |
| 1回目  | ウン試し！壊れかけのパフパフラッパを鳴らせ！ | 3人全員がラッパを鳴らせるか予想する                                    | 失敗（ビリビリマシンを受けた結果、お手付きした岡田サリオのみ罰を受けた。） |
| 2回目  | ウン任せ！謎々のコーナー                     | 制限時間1分以内にキッズリスナーからの謎々にくじ引きでひいた1人が答える | 成功                                                                       |
| 3回目  | あうんの呼吸 以心伝心ゲーム                  | 戦国武将の中で一番カッコいい武将をフルネームで記述                     | 失敗（ビリビリマシンを受けた結果、バカボン鬼塚は回避）                     |

| 水曜日 | ゲーム名                         | 内容                                                                          | 結果                                                               |
| ------ | -------------------------------- | ----------------------------------------------------------------------------- | ------------------------------------------------------------------ |
| 1回目  | あうんの呼吸 以心伝心ゲーム      | ちょっと前に流行った芸人さんのギャグ                                          | 失敗（ビリビリマシンを受けた結果、お手付きした夏江のみ罰を受けた） |
| 2回目  | ウン任せ！ウエットティッ酢ゲーム | 6個のうちお酢がたっぷり染み込んだ3個を、鼻栓した3人のうち何人回避できるか予想 | 全員失敗                                                           |
| 3回目  | 指パッチン サウンド当てゲーム    | 3人のうち1人が選ばれ、指パッチンだけで何の曲かを残りの2人が当てる             | 失敗（ビリビリマシンを受けた結果、夏江は回避）                     |

| 木曜日 | ゲーム名                     | 内容                                                                    | 結果                                                               |
| ------ | ---------------------------- | ----------------------------------------------------------------------- | ------------------------------------------------------------------ |
| 1回目  | あうんの呼吸 以心伝心ゲーム  | ドラえもんの秘密道具と言えば？                                          | 失敗（全員センブリ茶を飲んだ）                                     |
| 2回目  | おに魂ロウングブレスリレー   | 4人で「お・に・た・ま」と一息ついて、合計が79.5秒以上に達せるかどうか？ | 成功                                                               |
| 3回目  | 魂を出しきれ！ビウンゴゲーム | 79.5秒以内にビンゴマシンの中にある65個の球を全て出しきる                | 失敗（ビリビリマシンを受けた結果、お手付きした夏江のみ罰を受けた） |

おに魂感謝祭 真冬のエクストリームテレフォン
2015年12月に放送。リスナーが電話に出演し、様々な企画に挑戦する形を取った。プラスワンパーソナリティや実施内容と結果は以下の通り。成功すればパーソナリティ全員の罰ゲームを回避できると同時に、挑戦者のリスナーにはおに魂シールが送られた。しかし失敗した場合、挑戦者はおに魂シールの贈呈がなく、かつパーソナリティ全員が連帯責任としてビリビリマシンの罰ゲームを受けた。なお、実施競技によってはレベルが設定され、「1」を選択して成功した場合は通常のおに魂シールもしくはその日に出演した3人のサイン入りおに魂シール、「2」を選択して成功した場合はその日に出演した3人のサイン入りおに魂シールを1枚もしくは2枚、「3」を選択して成功した場合はその日出演した3人のサイン入りおに魂シールゴールデンが送られる。
- 月曜日 - バカボン鬼塚、斉藤優里＋きっくん
- 火曜日 - バカボン鬼塚、きっくん＋藤井ペイジ
- 水曜日 - 古坂大魔王、夏江紘実＋岡田サリオ
- 木曜日 - 藤井ペイジ、岡田サリオ＋夏江紘実

| 月曜日 | ゲーム名                            | 内容                                                  | 結果                             |
| ------ | ----------------------------------- | ----------------------------------------------------- | -------------------------------- |
| 1回目  | エクストリームテレフォン the 音探し | 1分以内に電話口で鳴らせる「チーン」と言う音を探す     | 成功                             |
| 2回目  | エクストリームヒアリングクイズ      | 氷を口にくわえ、3回のチャンスで何を言ってるか聞き取る | 失敗（ビリビリは、鬼塚が受けた） |

| 火曜日 | ゲーム名                                  | 内容                                                                        | 結果 |
| ------ | ----------------------------------------- | --------------------------------------------------------------------------- | ---- |
| 1回目  | エクストリームテレフォン the 借りもの競争 | 条件に沿った品物を制限時間以内に指定数持ってくる                            | 成功 |
| 2回目  | エクストリームテレフォン the なぞなぞ     | 制限時間1分以内にリスナーからの謎々に3人が答える                            | 失敗 |
| 3回目  | エクストリームテレフォン the ヒアリング   | 制限時間1分以内に、パーソナリティーがやっている指令の内容をリスナーが答える | 成功 |

| 水曜日 | ゲーム名                        | 内容                                                     | 結果                                         |
| ------ | ------------------------------- | -------------------------------------------------------- | -------------------------------------------- |
| 1回目  | エクストリーム the 音鳴らし     | 1分以内に電話口で鳴らせる「ガラガラ」と言う音を探す      | 成功                                         |
| 2回目  | エクストリーム the 借りもの競争 | 「こ」から始まる品物を制限時間1分以内に指定数持ってくる  | 成功                                         |
| 3回目  | エクストリーム 縦笛             | 夏江もしくは岡田のどちらか一方が、指定された曲名を当てる | 失敗（ビリビリはフライングした岡田が受けた） |

| 木曜日 | ゲーム名                        | 内容                                                         | 結果                             |
| ------ | ------------------------------- | ------------------------------------------------------------ | -------------------------------- |
| 1回目  | エクストリーム the 音鳴らし     | 1分以内に電話口で鳴らせる「ウィーン」と言う音を探す          | 成功                             |
| 2回目  | エクストリーム the 借りもの競争 | 「の」から始まる品物を制限時間1分以内に指定数持ってくる      | 成功                             |
| 3回目  | エクストリーム the ヒアリング   | 制限時間1分以内に3人がバラバラの曲を同時に歌い、曲名を当てる | 失敗（ビリビリは、夏江のみ回避） |

おに魂感謝祭 King Of 部活動決定戦
2016年4月放送。学生時代に部活に入っていた社会人リスナーや、現役で部活動を行っているリスナーからそれぞれお題に沿ったメッセージを募集し、点数化していった。各テーマごとに高得点を獲得したリスナーにおに魂シールゴールデンが送られた。なお、点数についてはメッセージの内容をもとにパーソナリティー3人が決定し、また4日間の総合計で一番高かった部活動は、初代「King Of 部活動」の名誉に選ばれた。
プラスワンパーソナリティーと4日間の結果は次の通り。
- 月曜日 - バカボン鬼塚、斉藤優里＆きっくん
- 火曜日 - バカボン鬼塚、きっくん＆岡田サリオ
- 水曜日 - 古坂大魔王、夏江紘実＆藤井ペイジ
- 木曜日 - 藤井ペイジ、岡田サリオ＆バカボン鬼塚

1位 - 剣道部 43点 2位 - 野球部 29点 3位 - 無線部とサッカー部 28点
なおこの企画は罰ゲームが無かったものの、火曜日のみ21時台に「なぞなぞ部のコーナー」を行った。リスナーと岡田が対決し、岡田が答えられなかった場合は鬼塚ときっくんはキス、岡田はセンブリ茶を飲む形が取られ、答えられなかったために罰ゲームを受けてしまった。
水曜日の企画は3テーマとも採点が厳しめになってしまい、これを受けて翌日の木曜日はプラスワンパーソナリティーの鬼塚の協力もあり、良かった内容には高得点が入った。

## その他のエピソード
- 玉川美沙の友達でもあり、出身地も年齢も同じ藤原紀香は、事前に藤原が玉川の携帯あてに「今日いっていい?」と聞き「今日来れば?」と玉川が返したところ、銀座のスタジオに来た。そして番組進行なども行った。
- テレビ埼玉で月曜日19:55から放送されていた『フジログ』第15話（テレビ埼玉では2011年10月10日放送）「オサム ラジオDJに挑戦する」は、当番組とGINZA STUDIOをモデルにして制作された。また、鬼塚も本人役として出演している。菊池は出演しなかったが、鬼塚のセリフ上で名前が登場。
  - ストーリー：「自分のネタが採用されない」と怒ったオサムとレイコにスタジオまで押しかけられて鬼塚がドン引きし、試しにオサムにラジオDJをやらせ、鬼塚と2人で番組進行する。
  - レイコ役は大津田裕美であり、バカボン鬼塚×大津田裕美（プリーズ大津田）コンビがアニメ上ではあるが、鬼玉以来の復活を果たした。
- 2011年10月24日の放送に草尾毅がゲスト出演し、最初は本名を名乗らず「フジヤマオサム」として出演した。
- 福田萌は自身のツイッターでほぼ午前0時に「よるほー」、午前2時に「うしほー（丑の刻より）」と呟くサービスをしており、番組でも時報の後に必ず「はちほ〜」、「きゅうほ〜」、「てんほ〜」という。
- 小林アナは放送中によく噛むことがある。藤井ペイジはこれを「小林アナ」と「甘噛み」を掛けて「アナ噛み」と呼ぶことがある。また、あまりにも小林が噛むことが多く、リスナーのメールを台無しにしていることから「ゴメンね芋判」が登場した。「ゴメンね芋判」が押されたメールには、小林の謝罪コメントつきステッカーが小林の自費でプレゼントされる。
- おに魂感謝祭で罰ゲームとして登場するせんぶり茶は、曜日によってテイストが違う。一番まずいのはAD小野が作成したせんぶり茶で後から苦さが増してくる。鬼塚は「夏の入道雲のようなお茶」と説明している。
- 小林が休養から復活した週の放送で、復帰祝いマル決！「小林アナの新しい芸名を考えてあげよう！」が行われた。その結果「お滑りモンスター」が採用され、1か月程度の予定でおに魂の放送で使用していた。しかし、あまりにもリスナーへの浸透が早く、好評だったため8月以降も使用することが決定した。また、朝の情報番組「NACK5時ラジ」でも、おに魂の紹介をする時にこの名称を使用していた。受験シーズンには『「お滑り」は縁起が悪い』という投稿が届いたため、略称の「おすモン」に統一している。
- 番組ジングル

2012年5月2日に、ヒャダインがゲストとして出演した際、ヒャダインは遅刻し、その日の「ゲストツイツイ」は、「リスナーから早口言葉を募集し、ヒャダインが噛んだら番組ジングルを製作する」というものになった。その結果、2つの早口言葉で噛んでしまい、2パターンのジングルを製作することになった。
その後、2012年8月8日に再びゲスト出演し、その日から10秒パターン・20秒パターンの2つのジングルの使用を開始した。
- きっくんのいたずら
きっくんはたまにいたずらをすることがある。(食いしん坊でもあり、お菓子に纏わるエピソードも多い。)
  - 放送終了後に鬼塚の誕生日のお祝いをする際に、鬼塚の後ろに隠れ、ケーキのロウソクを消してしまう。
  - 鬼塚が、罰ゲームで飲まされるせんぶり茶の苦味から逃れるために持ってきたチョコレートを食べてしまう。(これに関しては、公平を期すためとも言える)
- きっくんの失敗

2009年7月27日のオープニングトークで、「お菓子を食べたい」という欲求について話し出し、それを受けてブースにお菓子が差し入れられると真っ先に食べ始めた。食べる音やコーヒーを啜る音を、鬼塚が告知を読んでいる最中にマイクに乗せ、それでも悪びれることなく、言い訳しつつ食べ続けたため、鬼塚を怒らせた。結果、マル決発表前に『きっくんの最悪なあだ名を考えよう』というテーマが募集され、「生ごみくん」というあだ名がつけられた。鬼塚曰く、「むかついたときはこのあだ名を使ってよい」とのこと。
2009年10月26日の「鬼玉」でも前週木曜日の企画を菊池がグダグダにしてしまったため、『きっくんの最悪なあだ名を考えよう』がまた行われた。その結果「墓」に決まった。ただし、約1週間しかあだ名は続かなかった。
- 斉藤優里の母

主にマル決ネタや擬音ジェスチャーのコーナーで、斉藤優里の母の名前が投稿されることもある。内容によっては、斉藤自ら戸惑ってしまうことも。
- メカゆったん

斉藤優里本人の声が出なくなってしまうと、通常の声を操るメカゆったんが登場する。収録している声は「たんたんたん、ゆったんたん」など数パターン。2015年はおに魂感謝祭後の翌週月曜日に2回とも登場している。

## 「マル決本」シリーズ
番組のメインである「今日のマル決」で紹介され、厳選されたネタを集めて書籍化したもの。元々、多くのリスナーから要望はあったが、鬼玉リスナーであったメディアファクトリーの社員の「これは本にしたらヒットする」という思いから提案され、実現した。
マル決本
- 2006年3月3日初版発売。予想をはるかに超える売れ行きで（メディアファクトリー社長談、2006年3月8日放送より）、重刷第10版を発行するまでになっている（ISBN 4-8401-1496-X）。
- 内容は、過去にリスナーから送られてきた傑作マル決や、パーソナリティ2人の対談、鬼玉辞典など。購入特典として、マル決本特製の鬼玉シール（番組プレゼントのものとは別バージョン）が1枚ついてくる。
- マル決本発売記念として、メディアファクトリー社長・芳原世幸が2006年3月8日にゲスト出演した。

マル決本2
- 2006年12月31日放送の鬼玉の大晦日特番にて、『マル決本2』を出版することを発表。2007年3月2日に発売された。
- パーソナリティ4人の対談と『組み立て式・小さな大人のマル決本』・特製鬼玉シールなども付属している。第1弾のマル決本にはなかった、読みたいテーマがすぐに探せるマル決INDEXが追加された（ISBN 978-4-8401-1809-5）。
- マル決本2発売記念として、メディアファクトリー社長・芳原世幸が2007年3月7日にゲスト出演した。

マル決本外伝 プリーズ大津田写真集「限界」
- 2007年10月19日発売。「マル決本外伝」ということで、「マル決本」と同じB6サイズ、なおかつ同じ価格（税込1000円）で1万2千部発行予定。メディアファクトリー発行。
- 2007年9月19日、メディアファクトリー社長・芳原世幸がゲスト出演。発売するにあたり、社長から以下の条件が課せられた。
  - バカボン鬼塚も撮影。
  - フルヌードになる（実際のところなったが、表紙にプリントされている）。
  - 万が一売れ行きが悪かった場合、プリーズ大津田と発案者のメディアファクトリー社員が引き取る。

マル決本3
- 2007年12月31日の様ソニにて、『マル決本3』を出版することを発表。2008年2月29日に発売された。
- バカボン鬼塚、玉川美沙の単独インタビューと『男と女の独身ため息カルタ』、玉川美沙プロデュース・鬼玉シール限定バージョン、図版付き鬼玉辞苑なども収録してある（ISBN 978-4-8401-2156-9）。

### マル決日めくりカレンダー
- 日めくりカレンダー
- 毎年発行

## スタッフ
2014年3月現在。
- 酒向（さこP）（プロデューサー）（NACK5編成制作部課長）

2013年6月に開催された感謝祭で紹介された。ツイキャスの撮影をしている。

### 月曜日
- 関口正晃（せきぐっちゃん）（構成作家）

宮ちゃんと同じくライターズ・オフィス所属。同局の「Sunday Search」も担当していた。鬼塚からは「血みどろみつる」と呼ばれることも。
2011年3月30日放送において、関口の「少女マンガの原作を書きたい」という希望から、鬼塚から「風かおるこ」というペンネームをつけられた。
- 村上雄信（むらかみさん）（ディレクター）

元木曜ディレクター。バカボン・菊池と共にかかしのメンバーでもある。
- 柏木（ミキサー。ファンキーフライデーのミキサーも担当）

### 火曜日
- 宮原心（みやちゃん）（構成作家）

元月曜作家。ライターズ・オフィス所属。「HITS! THE TOWN」の構成も担当。よく放送に笑い声が乗っかっている。
- 志岐貢一（シキ番長）（ディレクター）

元水曜ディレクター。やまだひさしのラジアンリミテッドFも担当。
- 江原（ミキサー）
- メグ(AD)

「HITS! THE TOWN」のADも担当。

### 水曜日
- 細田哲也（ほっそん）（構成作家）

『じぇじぇじぇ！』のコーナーにおいて、台本上の東北弁がテキトーすぎると古坂大魔王にツッコまれた際、福田萌から「ほっそん」と呼ばれたのが初出（マル決のお題発表の際にもバカボン鬼塚から「ほっそん」と呼ばれた）。なお、過去に福田の夫の番組を担当していたこともある。本番前の様子として、古坂のツイッターに度々登場する。
- 菊池淳介（きっくん）（ディレクター）※火曜パーソナリティ・水曜ディレクター・チーフディレクター

「HITS! THE TOWN」のチーフディレクターも担当。元火曜ディレクター。チーフディレクターのため、他の曜日にもいることがある。
- 佐藤一樹（さとちゃん）（ミキサー）

2010年12月29日の放送で、吉木から「カズキ」と呼ばれ、フルネームを公開された。夏江から「いっぱい声を響かせてくれる人」（おそらくエコーのこと）と言われている。
- 串原シュンスケ（山田くん）(AD)

鬼玉時代の火曜作家、吉田シュンスケと下の名前が同じであり、紛らわしかった故に何かを頼む際に呼びやすいという理由で、当時のプロデューサー:辻Pに「山田くん」と命名された。

### 木曜日
- 田中イデア（既婚者イーデア）（構成作家）

イデアという名前は、アイデア:イデア (idea) から名付けられたとのこと。
クリエイター集団「プラトン企画」代表、専門学校東京アナウンス学院の講師も務めている。
- 高島さん（ディレクター）

2014年4月から登場。
- 小野ちゃん(AD)

「〜IDOL SHOWCASE〜 i-BAN!!」のADも担当していた。(2012年3月31日の放送をもって番組から卒業した。)
- 阿川武史（アガちゃん）(AD)

「アガペペ」「アガちゃんカンフージェネレーション」などの異名を持つ。木曜コーナー『剣道・小林のリアクション道場』で、問題読み上げを担当していた。
- 八木ちゃん (AD)

## スタッフ（2010年3月まで）
- 辻（プロデューサー）

NACK5の正社員でもある。

### 月曜日
- 宮原心（みやちゃん）（構成作家）
- 犬飼（いぬかいくん・犬飼様）（ディレクター）
- かおり（ミキサー）
- 柏木（ミキサー）
- 宮崎 (AD)

### 火曜日
- 吉田シュンスケ（シュンちゃん・ニョロリ）（構成作家）
- 菊池淳介（きっくん）（ディレクター）
- 江原（ミキサー）

### 水曜日
- 関口正晃（せきぐっちゃん）（構成作家）
- 志岐貢一（シキ番長）（ディレクター）
- さとちゃん（ミキサー）
- メグ(AD)

### 木曜日
- 大川公子（きみちゃん）（構成作家）
- 村上雄信（むらかみさん）（ディレクター）
- 並木（パパ）（ミキサー）
- 阿川武史（アガちゃん）(AD)
- 串原シュンスケ（山田くん）(AD)

## 過去のスタッフ
- 西哲男（にしくん）（元・月曜ディレクター）

「NACK ON TOWN」（2011年3月31日に終了）のディレクター。
- 加藤（あっこちゃん）（元・火曜スタッフ）
- 渡辺（なべちゃん）（元・水曜ミキサー）
- 横地（横ちん）（プロデューサー）

NACK5の正社員でもある。
たまにブログに登場する。「Co-sotto 1-6」「〜IDOL SHOWCASE〜 i-BAN!!」など様々な番組のプロデューサーも担当していた。
2013年6月の感謝祭時に番組から離れたことが知らされた。
- 犬飼（いぬかいくん・犬飼様）（ディレクター）

元月曜ディレクター。通称「腹黒ディレクター」。
ブラックホールのキャラで、まれに番宣CMにも出演している。彼の名ゼリフ『ブラックホ〜ル』『ビッグバ〜ン』が、鬼玉着ボイスにアップされていた。まれにダースベーダーのテーマと共に出演し、月曜時代と同じようにリスナーやパーソナリティを虫けら扱いすることがある。
2014年2月のおに魂感謝祭をもって番組から卒業した。
| 過去の犬飼ディレクター |
| --- |
| 2008年6月9日の鬼玉感謝祭の際、犬神家の一族のBGM（『愛のバラード』）とともに図太くボイスチェンジされた声で『犬飼様の腹黒クイズ』、『犬飼様のウルトラ腹黒クイズ』の問題を出題した。 腹黒クイズ出題の際にリスナーを虫けら扱いしたり腹黒い言動をするので、バカボンと菊池に「ムカつく!」と弄られるのがお約束。 「ブラックホ〜ル」（犬飼絡みのトークの時に、たまに効果音として使用される）、「〜すれば、いんじゃね？」が口癖。 2008年10月20日の鬼玉感謝祭の『犬飼様の腹黒クイズ・シーズン2』で再登場。 2008年10月21日の鬼玉感謝祭の際、鬼玉5.5周年祝いコメントで出演し、玉川に第3婦人として求婚した。 2009年4月13日の鬼玉感謝祭の、『犬飼様のどっちの穴クイズ』に出演。腹黒キャラ:ブラックホールと天使キャラ：ホワイトホール（甲高い声にボイスチェンジされている。BGMはムーミン。口癖は「ホワイトホ〜ル」）の2役を演じた。 2009年10月19日の鬼玉感謝祭の『ブラックホ〜ル犬飼様のお宝メール探し』に登場。セリフの中に、ジョジョの奇妙な冒険の台詞を引用していた。 2009年12月14日の鬼玉感謝祭で、『ブラックホールvs大大門クイズ』に出演し、大大門にクイズを出題した。対決結果は、大大門いわく大大門の負け。 2010年2月15日の鬼玉感謝祭に、ブラックホール犬飼の父親:ビックバーンが登場。『ブラックホールより悪いビックバーンクイズ』を出題した。ブラックホールより更に腹黒く、リスナーをチリ扱いした。BGMがブラックホール犬飼と同じなので、菊池がビックバーンのことを「お前ブラックホール（犬飼）だろ！」と突っ込んでいた。 2010年7月5日の『Dリーグ（ドッグリーグ）』で、犬飼会長として出演したが、BGMと言動がブラックホールとほぼ同一だった（本人は、犬飼会長とブラックホール犬飼は別人であると、否定している。犬飼会長の登場時の一声は「ワンワンワ〜ン！」）。 木曜コーナー『剣道・小林のリアクション道場』で、判定役として、声の出演をしている（『一本！』、『失格！』）。 2011年10月20日のおに魂感謝祭で、ブラックホール名義でNACK5の他の番組のSPウィーク番宣を行った。 『妖怪人間アナ』のコーナーに、アナに試練を与える天の声役で出演していた。 2014年2月のおに魂感謝祭にて、全国リスナー統一テストの問題を出題した。 |